# Spinophorosaurus nigerensis
Spinophorosaurus nigerensis es la única especie conocida del género extinto Spinophorosaurus (del lat.+gr. "lagarto portador de espinas") de dinosaurio saurisquio saurópodo, que vivió  a mediados del período Jurásico, hace aproximadamente 167 millones de años durante el Bathoniense, en lo que hoy es África. La especie tipo de este género, Spinophorosaurus nigerensis, es uno de los ejemplares de saurópodo basales más completos recuperados hasta ahora, junto a los descubrimientos en China y América del Sur, además de ser el primero de su tipo hallado en el continente africano. 
Muchas de las características que lo relacionan con el también africano Tazoudasaurus presentan a Spinophorosaurus como un saurópodo basal típico del sur de Gondwana. Sin embargo, este género también presenta características "avanzadas" que lo relacionan con algunos saurópodos euroasiáticos eusaurópodos, como Shunosaurus o Mamenchisauridae. Estas similitudes sugieren, en primer lugar, que el desarrollo de los dinosaurios basales africanos ocurrió de manera simultánea al de otros grupos coetáneos relacionados con este filogenéticamente en otras zonas de Gondwana y Asia. Por otro lado, esta nueva evidencia también sugiere que estas características consideradas "avanzadas" y propias del clado Eusauropoda, ya estaban presentes en estos saurópodos basales, y fueron perpetuadas en sus descendientes como simplesiomorfias.

## Descripción

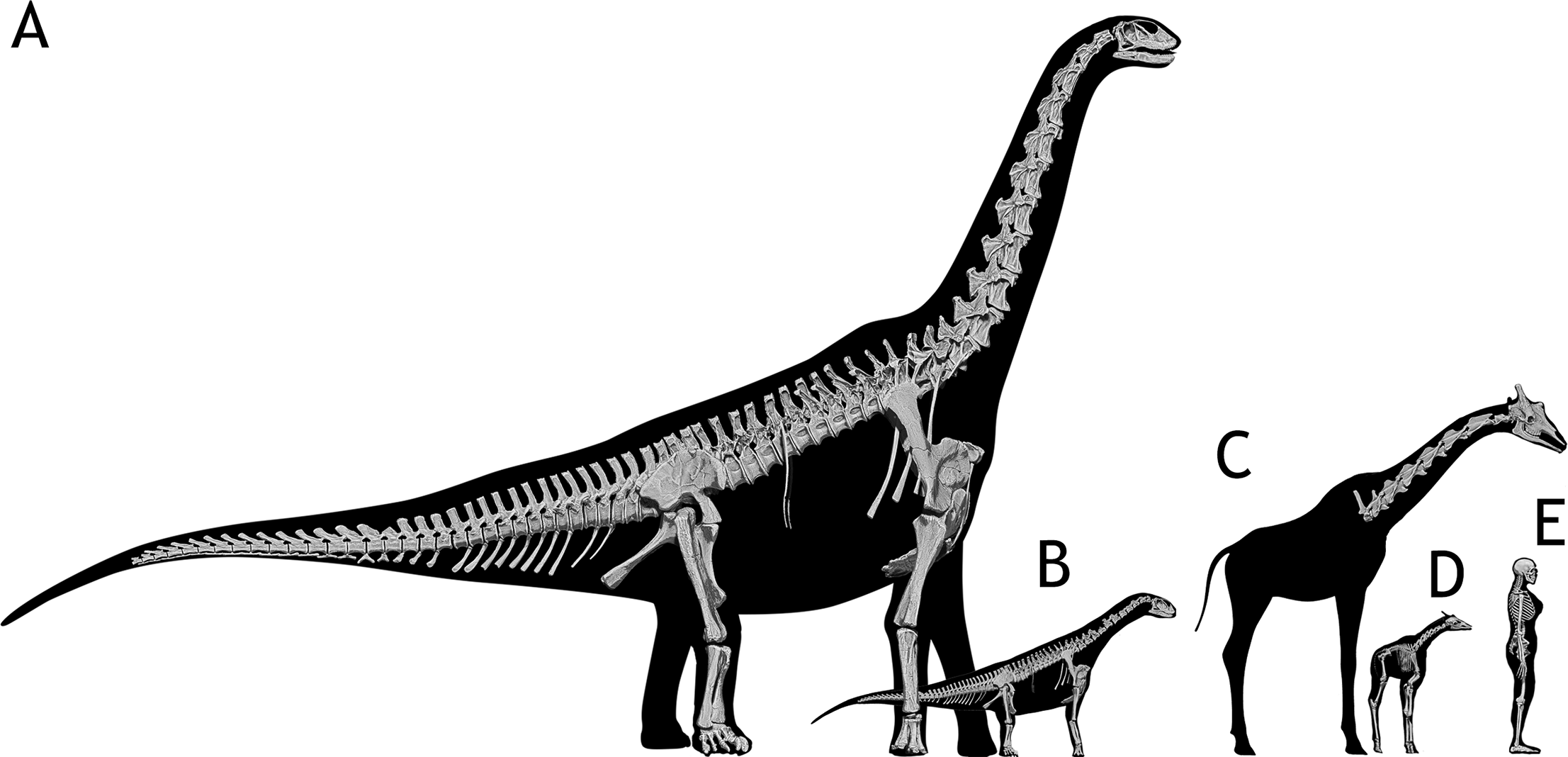
Esqueletos de Spinophorosaurus adultos y juveniles reconstruidos (A, B) comparados en tamaño con jirafas adultas y juveniles (C, D) y un humano (E).

El espécimen holotipo tenía alrededor de 13 metros de largo cuando se mide a lo largo de la columna vertebral, mientras que el paratipo era aproximadamente un 13 por ciento más grande, midiendo alrededor de 14 metros. Un modelo de fotogrametría 3D del esqueleto holotipo mide 11,7 metros de la cabeza a la cola, las proporciones difieren de las estimaciones basadas en reconstrucciones esqueléticas 2D. La altura de los hombros alcanzada por estos individuos se estimó en alrededor de 4 metros, y el peso en alrededor de 7 toneladas. Las suturas endocraneales y neurocentrales del espécimen holotipo en el cráneo y las vértebras, respectivamente, no están fusionados, lo que indica que era un subadulto, mientras que el espécimen paratipo tiene suturas neurocentrales completamente fusionadas.
En 2020, Vidal y sus colegas revisaron la postura de Spinophorosaurus, basándose en el montaje del esqueleto digital. Mientras que la reconstrucción esquelética original de 2009 mostraba al dinosaurio con una postura horizontal, la reconstrucción digital mostró una postura más vertical, con hombros altos y un cuello elevado. Una de las características señaladas por estos investigadores que habría hecho que la pose de este dinosaurio fuera más vertical fue que las vértebras del sacro y las vértebras traseras posteriores estaban acuñadas, lo que provocó que la columna vertebral se desviara hacia arriba, hacia el frente del sacro en un ángulo de 10°. Las características adicionales que hicieron que la postura fuera más vertical fueron las escápulas y los húmeros alargados, así como las facetas prezigapofisarias alargadas en las vértebras del cuello y una primera vértebra posterior especializada. En consecuencia, el hocico del Spinophorosaurus se habría sostenido a unos 5 metros sobre el suelo, más del doble de la altura de los hombros y el acetábulo donde la pata trasera se unía a la pelvis, que estaban a una altura de 2,15 metros.

### Cráneo

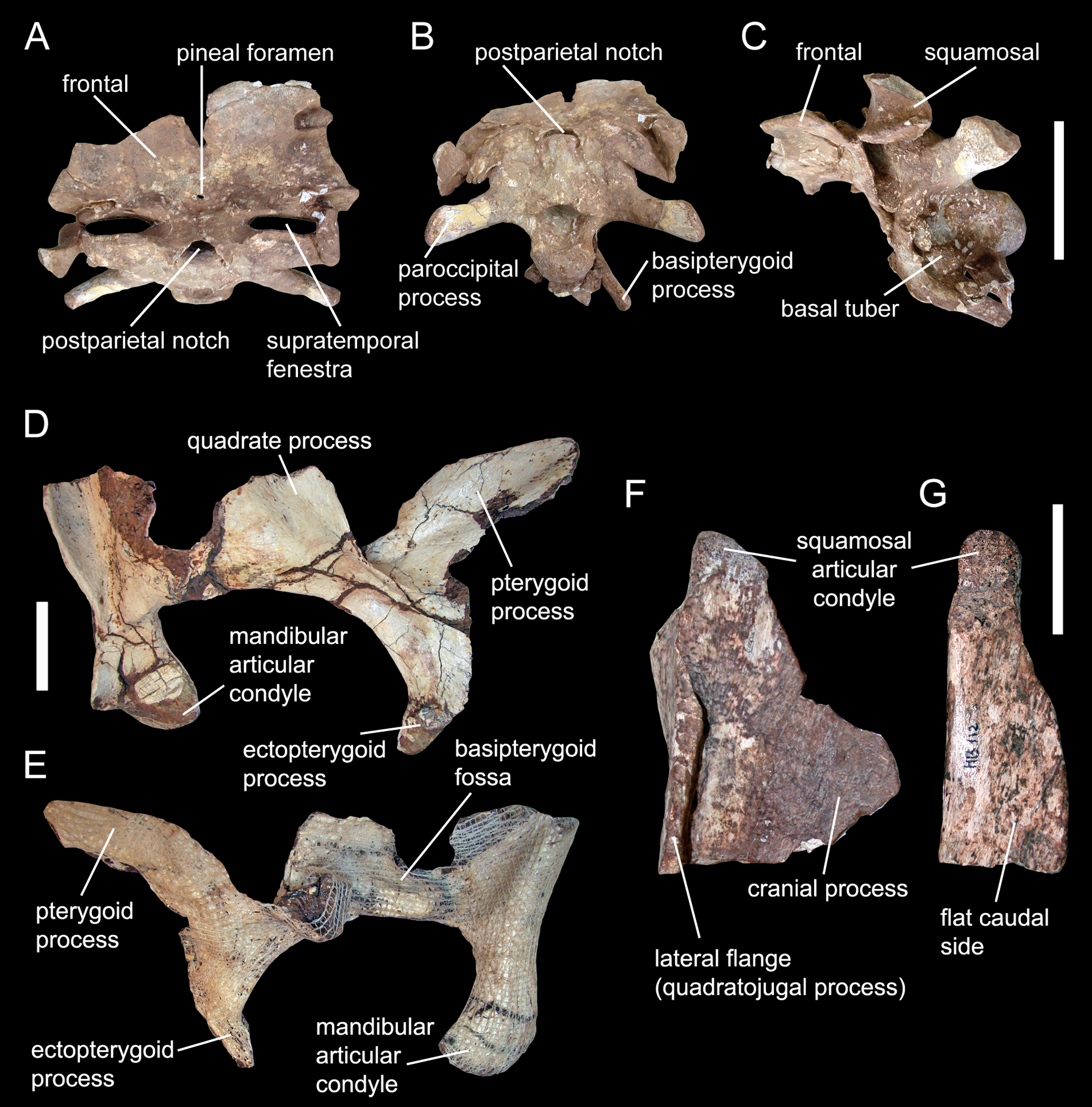
Elementos del cráneo del holotipo: caja craneana (A-C), huesos pterigoideos y cuadrado derecho (D, E) y extremo superior del cuadrado derecho (F, G)

En el ejemplar holotipo los huesos frontales del techo del cráneo estaban fusionados en la línea media, a diferencia de las otras suturas del cráneo. Entre los frontales había un pequeño agujero pineal , a unos 10 milímetros por delante de la sutura entre el frontal y los huesos parietales. El margen posterior del cráneo tenía una muesca postparietal abierta, una característica que de otro modo solo se conoce en dicreosáuridos y Abrosaurus. Una muesca que sigue la línea media en la parte frontal de los huesos frontales unidos indica que podría haber una punta que se extendía desde cada hueso nasal entre los frontales, como pudo haber sido el caso de Nigersaurus, pero es inusual entre los saurópodos en general. Las ventanas temporales superiores, un par de aberturas principales en el techo del cráneo, eran cuatro veces más anchas que largas. Tales fenestras ensanchadas eran típicas de Shunosaurus y saurópodos más derivados, o "avanzados". El cóndilo occipital en la parte posterior del cráneo era cóncavo a los lados, como en Shunosaurus. La tuberosidad basal, un par de extensiones en la parte inferior de la base del cráneo que servían como uniones musculares, se agrandaron y se dirigieron hacia los lados, algo único entre los saurópodos conocidos. El cuadrado no tenía una concavidad en la parte trasera, una condición ancestral que solo se conoce en Tazoudasaurus entre los saurópodos. Los dientes espatulados, en forma de cuchara, eran los únicos que poseían dentículos agrandados y espaciados alrededor de la parte superior de la corona, con una mayor cantidad de dentículos en el borde frontal de la corona.
La caja craneana del Spinophorosaurus era ancha y corta de adelante hacia atrás, moderadamente profunda y de tamaño relativamente grande en general. Se diferenciaba significativamente de los de otros saurópodos del Jurásico, posiblemente excepto de Atlasaurus. Compartían un proceso basipterigoideo en sus basiesfenoides que eran similares al estar dirigidos fuertemente hacia atrás. Una tomografía computarizada de la cavidad cerebral del holotipo mostró que era similar a la mayoría de los saurópodos por tener flexiones pontinas y cerebrales bien marcadas, una fosa pituitaria que era grande y oblonga, y porque la estructura del cerebro estaba oscurecida por espacios que albergaban relativamente meninges gruesas, así como por senos venosos durales. El laberinto del oído interno se caracterizaba por tener canales semicirculares largos y delgados , similares a los de Massospondylus y Giraffatitan. Su neuroanatomía era de alguna manera intermedia entre la de los sauropodomorfos basales o "primitivos" y los neosaurópodos más derivados.

### Esqueleto axial
La columna vertebral se conoce casi por completo, y el holotipo es uno de los pocos especímenes de saurópodo que incluyen un cuello completo. El cuello estaba compuesto por 13 vértebras cervicales . El tronco tenía 12 vértebras dorsales y cuatro sacras. La cola comprendía más de 37 vértebras caudales. Elementos complejos, las vértebras individuales se componen de una parte inferior, el centro , y una parte superior, el arco neural . Los puntos de referencia importantes del arco neural incluyen la apófisis espinosa que se proyecta hacia arriba y las diapófisis que se proyectan hacia los lados, que en conjunto le dan a la vértebra una forma de T en las vistas frontal y posterior. Los pares de procesos articulares que se conectan con las vértebras vecinas sobresalen por delante en una  prezigapófisis y por detrás en una postzigapófisis.
Las vértebras cervicales eran similares a las de Jobaria y Cetiosaurus. Sus centros eran aproximadamente 3,1 veces más largos que anchos, por lo tanto, eran moderadamente alargados en comparación con los saurópodos en general, pero generalmente más largos que en otras formas basales. Los centros cervicales tenían grandes excavaciones en sus costados que se profundizaban hacia el frente. Tales pleurocoelos también se desarrollaron en Jobaria y Patagosaurus. A diferencia de Jobaria, los pleurocelos no estaban subdivididos por una cresta ósea oblicua. Una quilla en la línea media estaba presente en la parte inferior del extremo frontal del centro, que estaba ausente en Cetiosaurus. Las puntas de las prezigapófisis tenían una extensión triangular que también se observa en Jobaria, aunque es más profunda en ese género. Por encima de las postzigapófisis había epípofisis comparativamente grandes, proyecciones óseas para la unión muscular. Las vértebras cervicales eran diferentes a las de los saurópodos basales de Sudamérica e India. Las diapófisis, procesos del arco neural que miran hacia los lados, estaban inclinadas para mirar ligeramente hacia abajo y tenían pestañas triangulares en sus márgenes posteriores, características que no se ven en esas formas del sur. Además, las espinas neurales eran rugosas en sus superficies anterior y posterior y cerca de la base del cuello, más anchas en vista lateral y menos altas. En vista lateral, una depresión en forma de U estaba presente entre el centro y el arco neural, que es una autapomorfia de Spinophorosaurus.

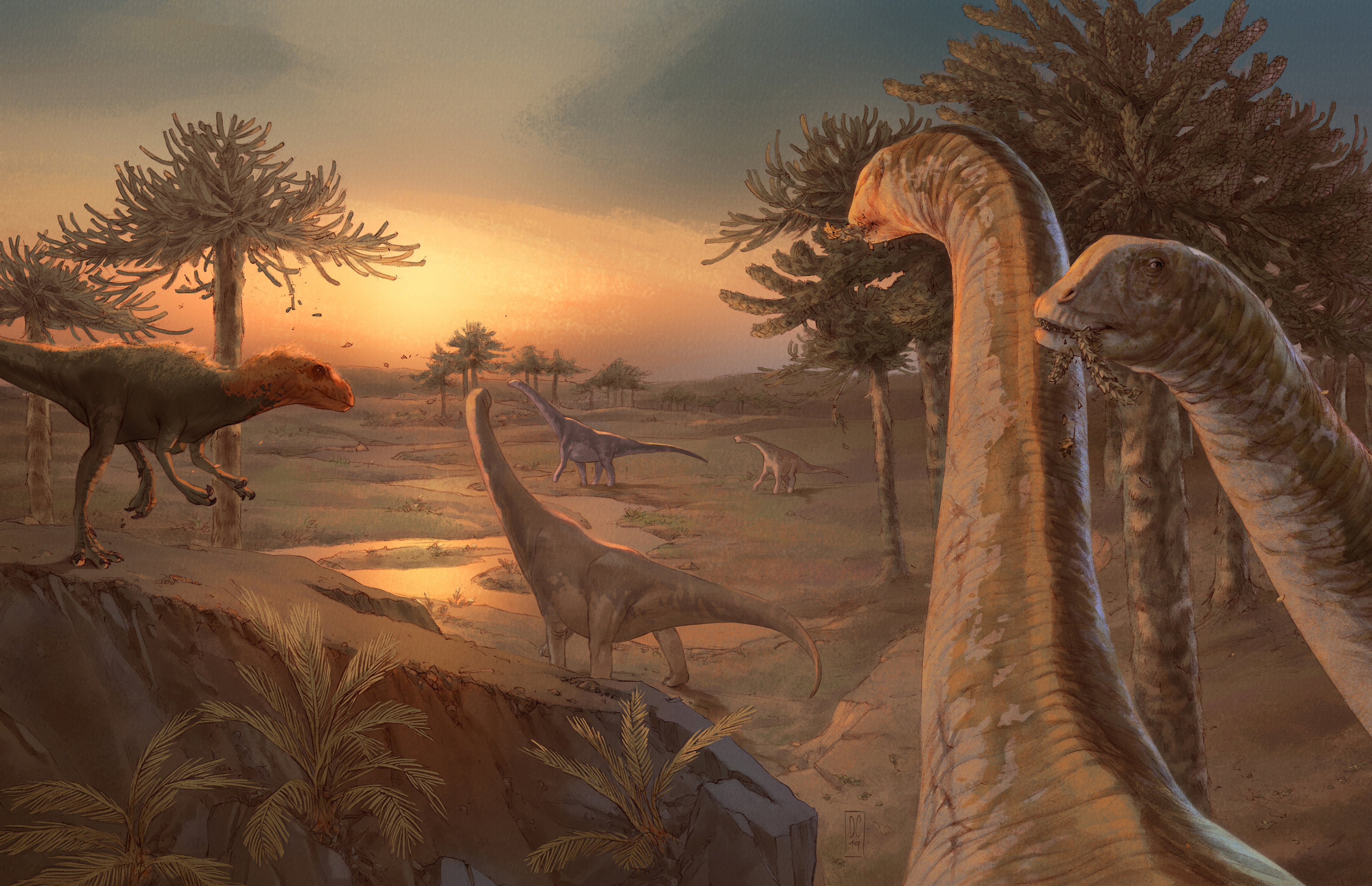
Restauración de la vida que muestra a Spinophorosaurus en el medio ambiente

Las vértebras dorsales eran inusuales por tener una estructura interna camelada, que contenía múltiples cámaras pequeñas llenas de aire. Esta característica también se conoce en los titanosauriformes mucho más tardíos, así como en los mamenquisáuridos, donde evolucionó independientemente del grupo anterior. Aunque las vértebras dorsales delanteras mostraban profundos pleurocoelos en su centro, estas aberturas se volvieron mucho menos profundas hacia la parte trasera del tronco. Las vértebras dorsales posteriores también eran proporcionalmente cortas. En Amygdalodon y Patagosaurus, por el contrario, las dorsales traseras eran más alargadas y tenían pleurocelos pronunciados. El canal neural de las vértebras dorsales era muy estrecho pero alto. Las articulaciones hipósfeno-hipantrum, procesos articulares accesorios, estaban presentes en todos los dorsales, lo que hacía que la columna vertebral fuera más rígida. Las espinas neurales tenían rugosidades marcadas en sus lados anterior y posterior, como en otros saurópodos basales. Las vértebras caudales más frontales tenían las mismas rugosidades en las espinas neurales que se ven en las dorsales, una característica que, por lo demás, solo se conoce en Omeisaurus. En la parte trasera de la cola, las espinas neurales estaban fuertemente inclinadas hacia atrás y se extendían sobre la parte delantera de la vértebra siguiente, de forma similar a algunos saurópodos de Asia oriental, Barapasaurus y Jobaria.
Las costillas de la segunda a la quinta vértebra dorsal estaban aplanadas y dirigidas hacia atrás, mientras que las de la sexta a la undécima dorsal tenían una sección transversal más circular y una orientación más vertical. Por lo tanto, la caja torácica se puede subdividir claramente en una sección pectoral y una lumbar. Tal diferenciación solo se ha descrito en un solo otro saurópodo, el dicreosáurido Brachytrachelopan. Además, los extremos de las costillas pectorales tenían sitios de unión para las costillas esternales, que conectaban con el esternón. En la parte delantera de la cola, los galones, huesos pareados debajo de los centros vertebrales, tenían forma de cuchilla, que es la condición basal. En la parte trasera de la cola, los galones eran como varillas, y las contrapartes izquierda y derecha estaban separadas entre sí. Estos galones en forma de varilla habrían estado estrechamente unidos a los bordes inferiores del centro. Se articulaban con los galones anteriores y posteriores en la mitad de la longitud de los centros vertebrales, reforzando así la articulación vertebral y restringiendo la flexión de la cola.

### Esqueleto apendicular

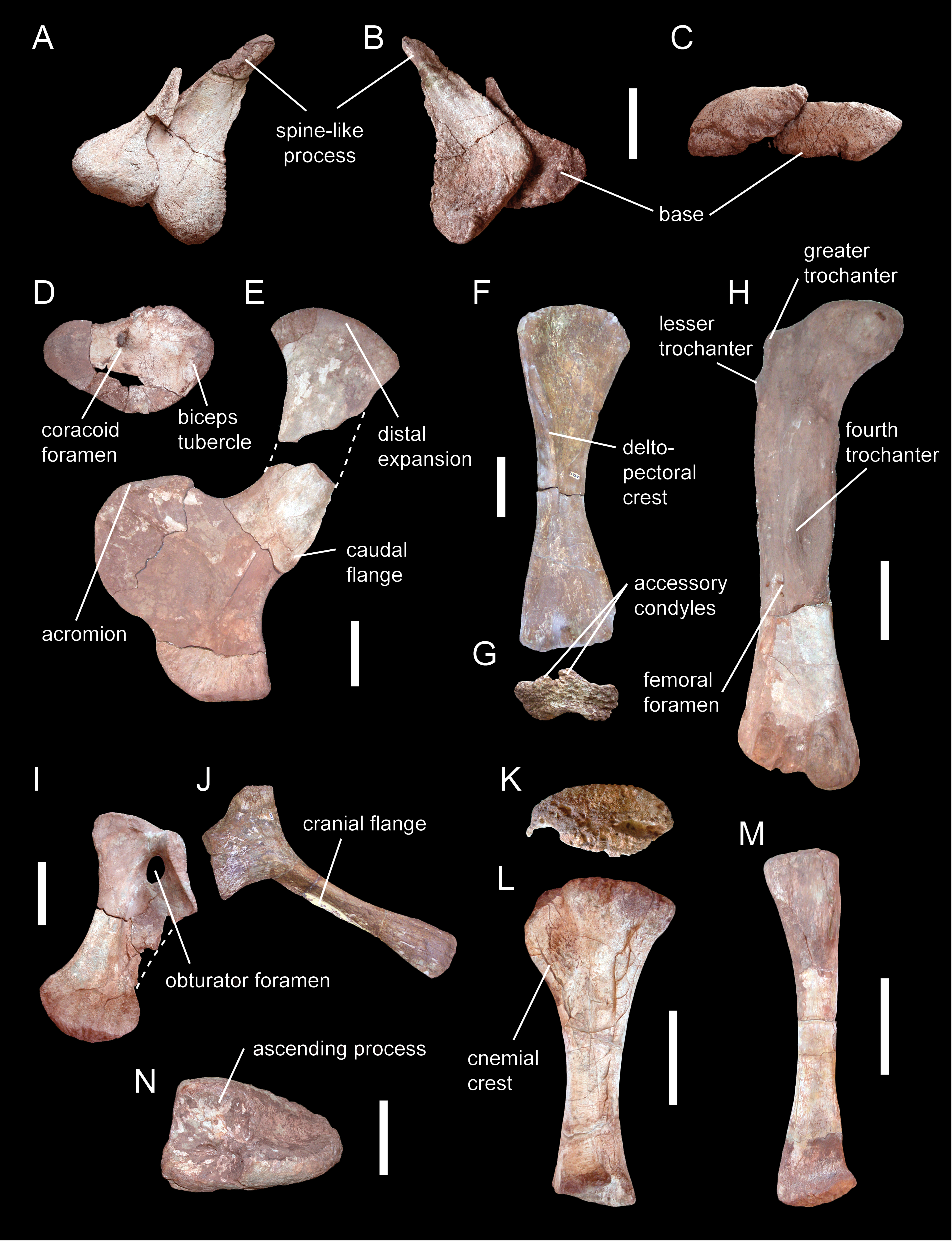
Clavícula probable interpretada inicialmente como osteodermos en forma de espiga (A-C), cintura y elementos de las extremidades.

La escápula era única entre los saurópodos, estaba fuertemente curvada con un extremo inferior expandido en forma de abanico. Tenía forma de D en sección transversal, un rasgo característico de los eusaurópodos. Su extremo superior estaba ensanchado y presentaba un reborde óseo en el margen inferior. En estos aspectos, era similar a los mamenquisáuridos de Asia, pero diferente de las formas de Gondwana como Vulcanodon, Barapasaurus y Patagosaurus, en las que el extremo superior solo estaba ligeramente ensanchado y carecía del reborde posterior. El coracoides, que se articulaba en el extremo inferior de la escápula, mostraba una forma distintiva de riñón, considerada una autapomorfía. Tenía un gran tubérculo de bíceps al que se unía el músculo bíceps braquial. La clavícula era robusta, aunque más esbelta que en Jobaria. Del miembro anterior solo se conserva el húmero. Su extremo inferior era asimétrico y tenía cóndilos accesorios agrandados, proyecciones dirigidas hacia adelante en el margen frontal inferior del hueso, características que solo se ven en los mamenquisáuridos. El pubis y el isquion de la pelvis eran robustos, este último ensanchado en su extremo. El fémur superior se caracterizaba por la presencia de un trocánter menor en su extremo superior, una proyección ósea que servía como sitio de unión para los músculos que tiraban de la pata trasera hacia adelante y hacia adentro. El cuarto trocánter , que se proyectaba desde la superficie posterior y anclaba los músculos que tiraban de la pata trasera hacia atrás, era especialmente grande en Spinophorosaurus. Cerca del cuarto trocánter había una gran abertura que está ausente en otros saurópodos y, por lo tanto, una autapomorfía. La tibia era similar a la de otros saurópodos basales, y el peroné era robusto. Del tobillo, el lado superior del astrágalo tenía facetas para la articulación con la tibia y el peroné que no estaban separados por una pared ósea, y hasta ocho forámenes de nutrientes, aberturas que permiten que los vasos sanguíneos entren en el hueso.

#### Picos mal identificados de la cola
Los elementos originalmente interpretados como un osteodermo izquierdo y derecho, hueso formado en la piel, se encontraron con el esqueleto holotipo. Estos huesos tenían una base redondeada de la que sobresalía una proyección en forma de espiga. Las superficies internas eran rugosas y cóncavas. Aunque se encuentran dentro de la región pélvica, Remes y sus colegas pensaron que estaban situados en la punta de la cola en el animal vivo, lo que consideraron una característica distintiva del género. Esta posición se basó en el hecho de que los elementos izquierdo y derecho se encontraban muy juntos, lo que sugiere que procedían de cerca de la línea media del cuerpo. Además, el endurecimiento de la parte trasera de la cola por galones alargados también se observa en otros dinosaurios que muestran garrotes o púas en la cola. Espinas similares formaban parte de una porra de cola en el saurópodo relacionado Shunosaurus. Tal porra de cola probablemente no estaba presente en Spinophorosaurus, ya que las vértebras caudales posteriores se volvieron demasiado pequeñas. El supuesto osteodermo derecho era algo más grande que el izquierdo y ligeramente diferente en forma. Esto indica que no formaron pareja, en cuyo caso, probablemente serían simplemente la contraparte invertida del otro. Más bien, estas diferencias indicaron que originalmente había dos pares de espinas.
En 2013, los paleontólogos Emanuel Tschopp y Octávio Mateus reexaminaron las supuestas púas de la cola y descubrieron que no tenían la superficie rugosa típica de los osteodermos que se ven en otros dinosaurios acorazados, o la expansión en forma de garrote que se ve en Shunosaurus . Debido a sus bordes quebrados, también dudaron de que estos elementos fueran de tamaños diferentes a los propuestos originalmente. Como estos elementos se encontraron debajo de la escápula, propusieron que representaran clavículas y que los fósiles deberían revaluarse en este sentido. Vidal y colegas coincidieron con esta sugerencia en 2015 y 2018.

## Descubrimiento e investigación
El holotipo del género, GCP-CV-4229, fue hallado en la comunidad rural de Aderbissinat, cercana a Agadez, Níger, por un grupo de paleontólogos españoles durante las actividades de prospección del proyecto PALDES. Constituye la columna vertebral completa, un cráneo parcial pero bastante completo, y restos de las extremidades, que se conservan hoy en el Museo paleontológico de Elche. Un paratipo, NMB-1698-R, recuperado por un equipo de paleontólogos alemanes, lo constituyen piezas dentales y algunas vértebras que se conservan en el Museo de Historia Natural de Braunschweig. Posterior a su estudio, ambos ejemplares serán finalmente devueltos a Níger, donde serán destinados tanto al Museo Nacional de Níger en Niamey, como al Museo de Tadibene, en el mismo Aderbissinat.

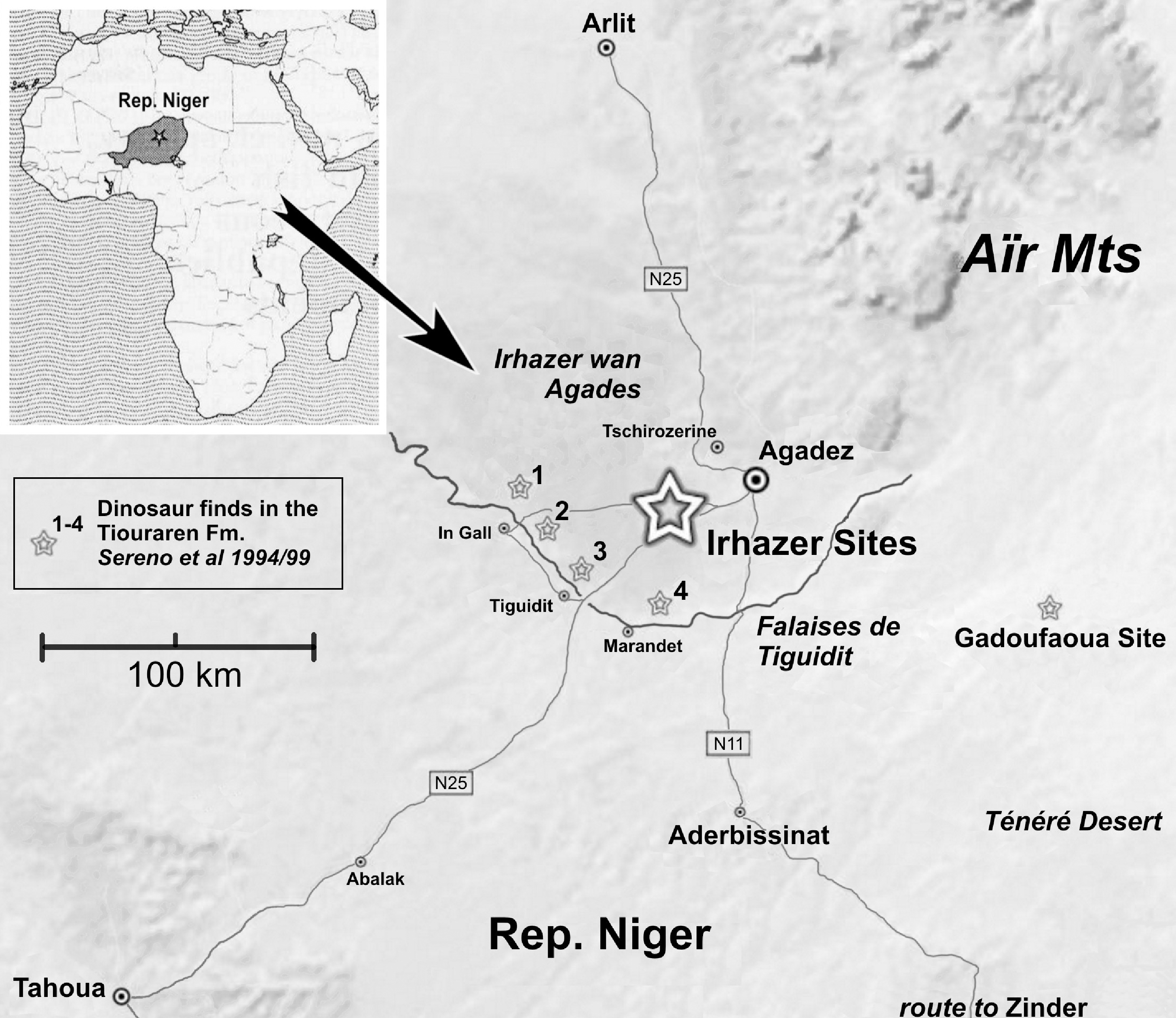
Mapa que muestra las localidades de dinosaurios alrededor de Agadez, Níger; la estrella grande (en el medio) indica Irhazer Shale, donde se encontró Spinophorosaurus.

La rica fauna de dinosaurios de Níger llamó la atención científica a través de excavaciones francesas e italianas en las décadas de 1960 y 1970. Esto condujo a la descripción de nuevos géneros de rocas del Cretácico inferior, siendo el más prominentemente el iguanodontiano Ouranosaurus. Una sucesión de rocas más antigua, la Formación Tiourarén, fue explorada por el paleontólogo estadounidense Paul Sereno, quien realizó una campaña de excavación a gran escala en Níger entre 1999 y 2003. Aunque inicialmente se pensó que se encontraba dentro del Cretácico inferior, ahora se cree que la formación es de una edad mucho más antigua, del Jurásico medio. Sereno nombró a nuevos dinosaurios como el saurópodo Jobaria y el terópodo Afrovenator del Tiourarén. La mayoría de los hallazgos fueron descubiertos a lo largo de un acantilado conocido como Falaise de Tiguidit en el sur de la región de Agadez. En Marendet, Sereno dejó esqueletos parciales de Jobaria en el campo como atracción turística. A partir de 2003, el proyecto PALDES, "Paleontología y desarrollo", estaba realizando excavaciones en la región sur de Agadez. Un esfuerzo cooperativo entre la ciencia española y las instituciones humanitarias, PALDES tenía como objetivo combinar la investigación paleontológica con un programa de desarrollo para la región. Esto incluyó la mejora de la infraestructura, las estructuras educativas y la promoción del turismo, incluida la construcción planificada de un nuevo museo paleontológico en Tadibene.

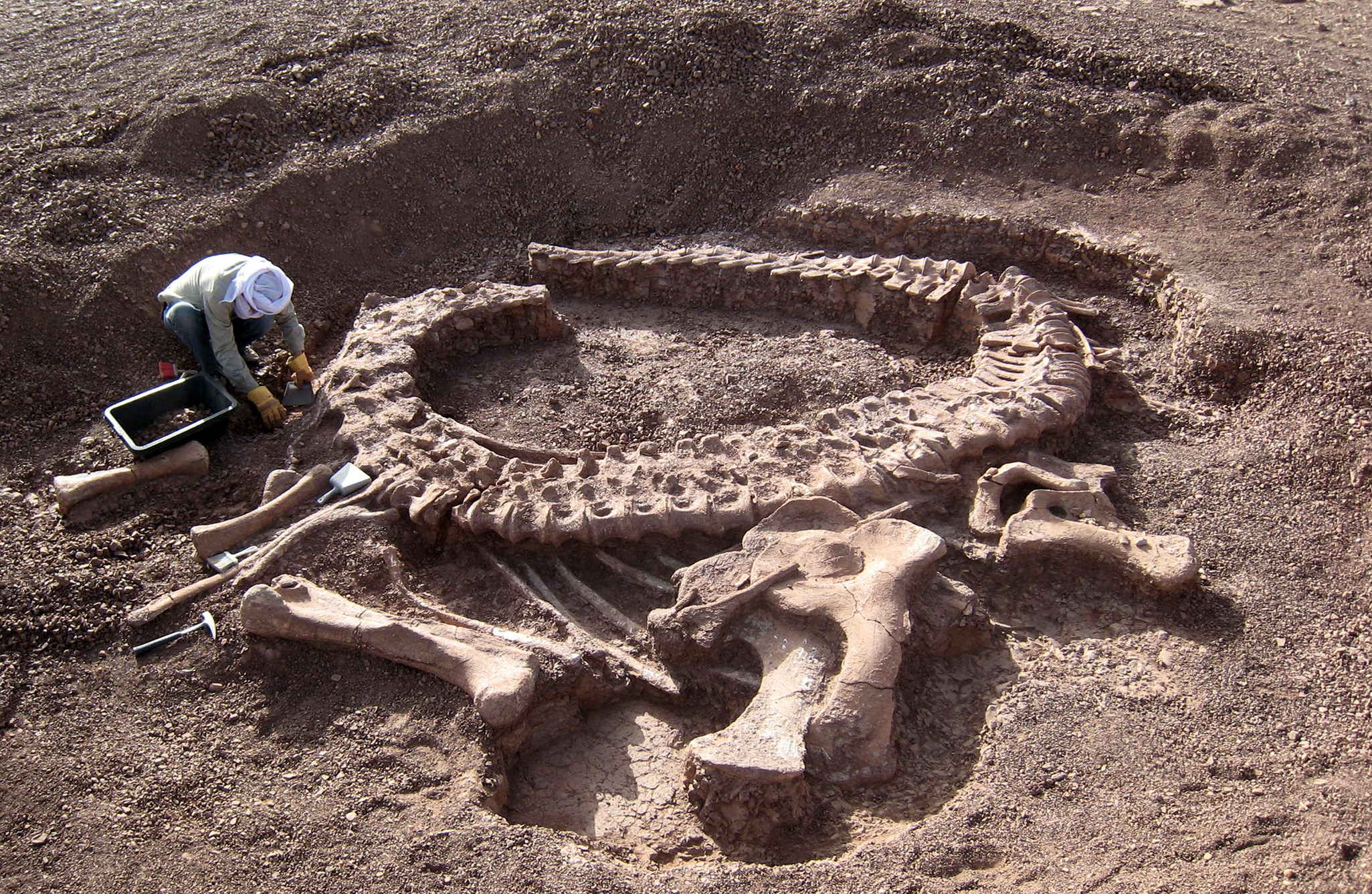
Holotipo de Spinophorosaurus durante su recuperación.

A principios de 2005, los exploradores alemanes Ulrich Joger y Edgar Sommer exploraron los semidesiertos al sur de Agadez después de que los tuareg locales informaran a Sommer sobre la aparición de huesos grandes en la región. Sommer es el fundador de CARGO, una organización de ayuda especializada en mejorar el sistema educativo local para el pueblo tuareg, mientras que Joger es biólogo y director del Museo Estatal de Historia Natural, Braunschweig, Alemania. En su ruta de regreso, conversaron con un grupo de tuaregs que luego los dirigieron a un área montañosa cercana que estaba llena de pequeños fragmentos de huesos. Esta localidad, donde no se habían excavado dinosaurios antes, se encuentra a unos 30 kilómetros al norte de la Falaise de Tiguidit y cerca de la ciudad de Aderbissinat, en la región de Agadez, y parte del Esquisto de Irhazer o Argiles de l'Irhazer , una formación geológica debajo y por lo tanto un poco más antigua que Tiourarén. Después de una búsqueda de una hora, Joger descubrió una punta de hueso redondeada que sobresalía de la superficie, que después de una mayor excavación resultó ser un fémur completo de lo que más tarde se convertiría en el espécimen holotipo de Spinophorosaurus. Poco después se descubrieron una escápula asociada y una vértebra. El sedimento de la localidad, una limolita dura pero quebradiza, podía extraerse de los huesos mediante ligeros golpes de martillo.

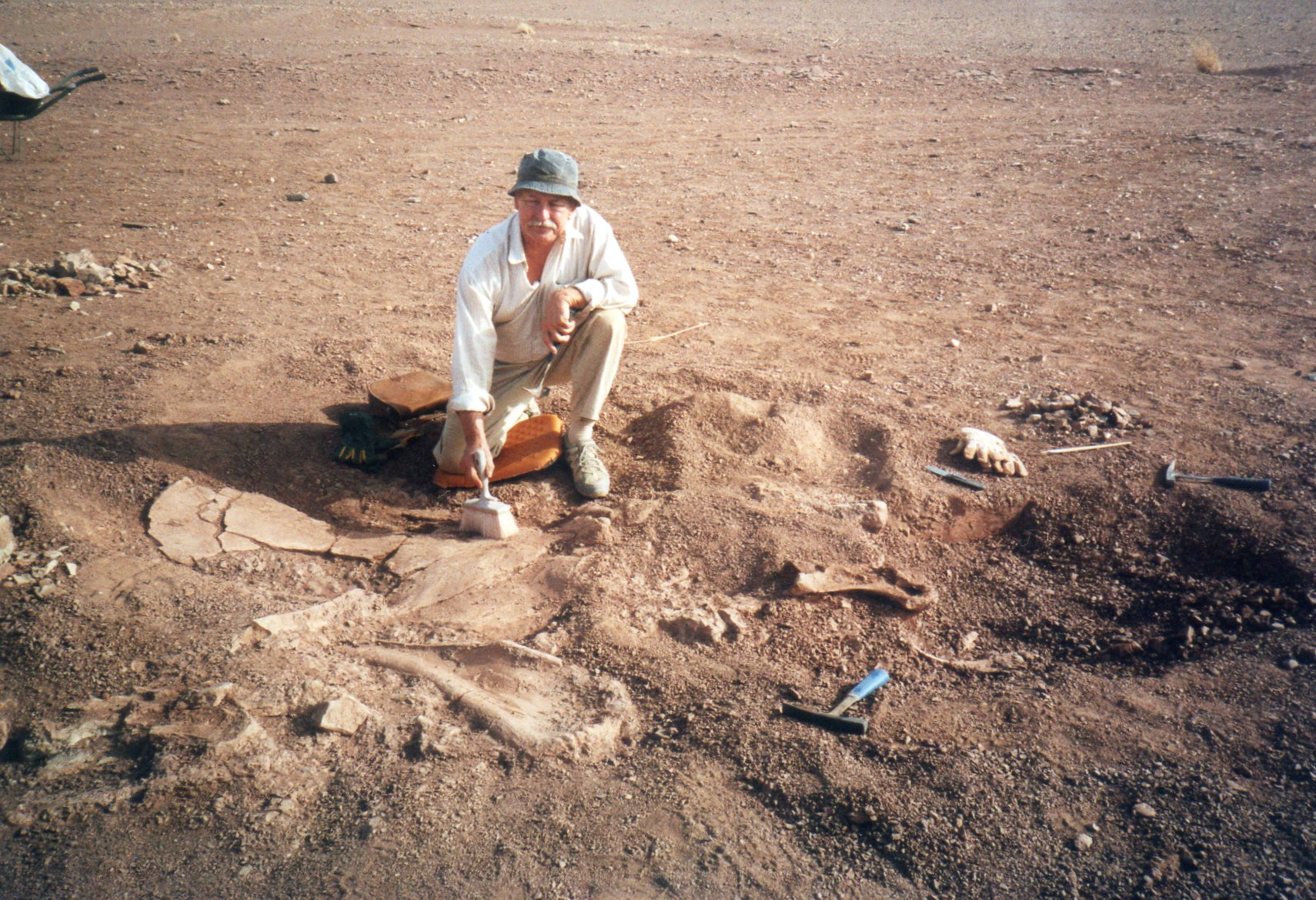
Esqueleto paratipo durante la excavación realizada por el equipo alemán en 2007

Joger y Sommer luego contrataron a tuaregs locales para que los apoyaran y, después de dos días, habían descubierto la mayor parte del espécimen, que incluía una columna vertebral articulada prácticamente completa y varios huesos pélvicos y de extremidades. La columna vertebral formaba un círculo casi completo, ubicándose la punta de la cola donde se esperaba el cráneo, que no se encontró. Al carecer de equipo y un permiso de excavación, cubrieron el espécimen con escombros para protegerlo y regresaron a Alemania, ahora planeando una excavación científica a gran escala que llevará a cabo el museo de Braunschweig. La República del Níger prometió al museo un permiso oficial de excavación en 2006, a cambio, el museo debía construir y equipar una nueva escuela para los niños tuareg locales en el asentamiento de Injitane. En el otoño de 2006, Sommer y Joger, junto con otros asociados del museo Braunschweig, volvieron a visitar el sitio en preparación para la excavación, colocando uno de los huesos pélvicos en yeso para probar el equipo y la metodología. El equipo también descubrió huellas de terópodos alrededor de 1 kilómetro del sitio. Los patrocinadores para financiar tanto la escuela como la excavación se encontraron a principios de 2007. La campaña oficial, denominada "Projekt Dino", comenzó el 1 de marzo de 2007, cuando dos camiones con equipo partieron de Braunschweig hacia Níger, tomando una ruta a través de España, Marruecos, Mauritania y Malí, la ruta más corta a través del Sahara no era posible debido al riesgo de atentados terroristas. La otra parte del equipo, compuesta por diez miembros permanentes, llegó por avión. Fue la primera expedición alemana de dinosaurios a África en casi un siglo.

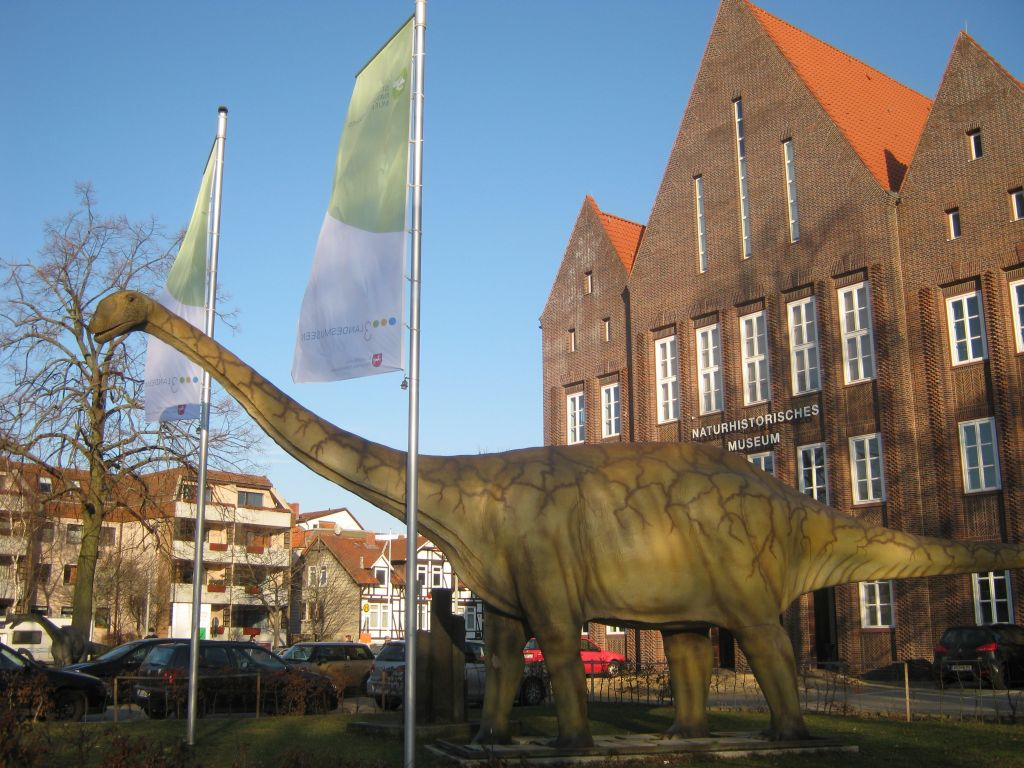
Modelo de Spinophorosaurus apodado "Namu", fuera del Museo Braunschwei.

Mientras tanto, el equipo del proyecto español PALDES, liderado por el Museo Paleontológico de Elche, trabajaba en la región. A principios de 2007, Mohamed Echika, alcalde de Aderbissinat, permitió que el equipo de PALDES excavara el esqueleto previamente descubierto por los alemanes. El esqueleto fue enviado posteriormente a España. Sin darse cuenta de estas actividades, la vanguardia del equipo alemán encontró un sitio de excavación vacío, que mostraba signos de una excavación profesional, a su llegada el 16 de marzo. Los camiones llegaron el 20 de marzo. Aunque decepcionados, el equipo alemán descubrió un segundo espécimen de Spinophorosaurus, el futuro paratipo, a 15 metros del primero, el 17 de marzo. Una trinchera de exploración dentro de un área llena de pequeños fragmentos de huesos pronto reveló fragmentos de mandíbula y dientes. Al día siguiente se pudieron identificar costillas, vértebras, un húmero y una escápula. Ocho ayudantes de excavación locales se unieron al grupo el 19 de marzo. El 20 de marzo, antes de la llegada de los camiones, la reserva de agua dulce de inicialmente 200 litros se agotó porque los ayudantes locales la habían usado para lavar la noche anterior, causando miembros del equipo a desmayarse. La excavación generalmente se interrumpía entre las 12:00 y las 15:00 cuando las temperaturas alcanzaban los 43–45 °C. El 25 de marzo, todos menos dos de los miembros del equipo alemán estaban enfermos y sufrían diarrea y problemas de circulación. A lo largo de la excavación, se documentó el progreso con fotografías y notas de campo.
Para el 27 de marzo, el húmero, la escápula y la mayoría de las costillas del futuro paratipo ya habían sido envueltos en yeso protector y extraídos. Aunque no se observaron más huesos debajo del esqueleto, el equipo extrajo entre 60 y 80 centímetros adicionales de sedimento para asegurarse de que se hubieran recolectado todos los fósiles.  La excavación se completó el 2 de abril y los fósiles se empacaron para transportarlos al puerto de Cotonú el 3 de abril. El mismo día, Echika reveló al equipo que el primer esqueleto había sido excavado por un grupo español con su permiso. Prometió llevar al equipo a otro sitio de fósiles ubicado a unos 80 kilómetros al sur de Agadez en el acantilado de Tiguidit como compensación. Allí el equipo encontró la parte trasera de un posible esqueleto de Jobaria, pero se vio obligado a dejar el bloque más grande en el campo hasta la próxima temporada. Para disuadir a otros de recolectar el bloque, se fabricó un maniquí explosivo y se adjuntó al fósil, etiquetado con una advertencia en español. El equipo alemán recuperó el bloque la próxima temporada en 2008, el equipo de PALDES había cancelado sus planes de excavación para ese año tras el estallido de la rebelión tuareg de 2007-2009.
Los dos ejemplares de Spinophorosaurus se albergaron provisionalmente en los museos español y alemán. Por contrato con la República del Níger, debían ser devueltos al país en el futuro, administrados por el Musée National d'Histoire Naturelle en Niamey, así como por un museo local más pequeño y recién construido. El futuro espécimen paratipo llegó a Alemania el 18 de marzo de 2007 para su preparación, que tomó dos años y medio, el museo de Braunschweig alquiló un edificio de fábrica separado. Paralelamente, los equipos alemán y español que ahora cooperan prepararon un documento conjunto. El equipo alemán digitalizó huesos preparados y fragmentos de ambos especímenes en 3D mediante escaneo láser. Como el esqueleto en Braunschweig solo estaba completo en un 70%, el espécimen en España se utilizó para completar las piezas que faltaban. Durante este proceso se descubrió que el esqueleto en España era el que inicialmente habían descubierto y perdido los alemanes. Los escaneos 3D fueron reparados digitalmente y sin deformar, impresos en 3D, y ensamblado en un esqueleto montado para la exposición del museo Braunschweig, el primer esqueleto de saurópodo reproducido mediante impresión 3D. Un modelo de tamaño natural de un Spinophorosaurus vivo , apodado "Namu", por el nombre del museo, se colocó frente a la entrada principal del museo. El equipo español produjo modelos 3D separados a partir de fotografías del holotipo usando fotogrametría, donde se toman fotos de un objeto desde diferentes ángulos para mapearlas, una vértebra caudal se exhibió en el museo de Elche en 2018. En un resumen de la conferencia de 2018, García-Martínez y sus colegas anunciaron que reconstruyeron la morfología de la segunda vértebra de la espalda, que está mal conservada, basándose en la primera y la quinta vértebra de la espalda mejor conservadas. Esto se hizo utilizando morfometría geométrica basada en puntos de referencia , donde se recopilan las coordenadas 3D correspondientes de cada vértebra y se analizan estadísticamente.
El primer esqueleto, repartido entre el museo de Elche, donde fue catalogado como GCP-CV-4229, y el museo de Braunschweig, catalogado como NMB-1699-R se convirtió en el holotipo del nuevo género y especie Spinophorosaurus nigerensis por paleontólogo alemán Kristian Remes y colegas de los equipos alemán y español en 2009. El nombre genérico se compone de spina, en latín "espina", phoro, en griego,  "llevar" y sauros , que significa lagarto ("lagarto que lleva espinas". E nombre se refiere a lo que inicialmente se interpretó como osteodermos con púas, que luego se sugirió que representaban clavículas. El nombre específico se refiere a Níger, deonde se descubrió el taxón. El espécimen holotipo consta de una caja craneal, un hueso postorbitario, un hueso escamoso, un cuadrado, un pterigoideo , un surangular y un esqueleto postcraneal casi completo, que carece del esternón, el antebrazo y el esqueleto de la mano y pie. El segundo espécimen paratipo, NMB-1698-R, consta de un cráneo parcial y un esqueleto poscraneal incompleto. Los elementos preservados en este espécimen pero no el holotipo incluyen un premaxilar , maxilar , lagrimal ,dentario , angular , las costillas dorsales del lado derecho, el húmero y una falange pedal. Se considera que los dos especímenes pertenecen al mismo taxón ya que los elementos esqueléticos que se superponen entre ellos son idénticos y por la proximidad de los esqueletos en la misma capa estratigráfica.  En el momento en que se describió, Spinophorosaurus era el saurópodo del Jurásico medio más completamente conocido del norte de África,  y para 2018 se consideraba uno de los primeros saurópodos, no neosaurópodos más completos.

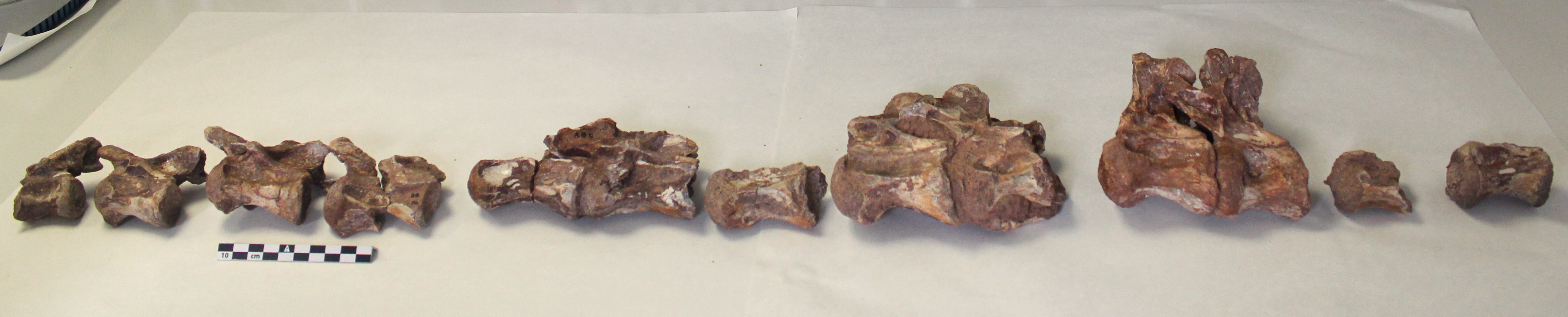
Vértebras de un juvenil, Universidad Nacional de Educación a Distancia

En 2012, Adrián Páramo y Francisco Ortega del equipo PALDES reportaron un pequeño esqueleto de saurópodo, el ejemplar GCP-CV-BB-15 que había sido descubierto en el suelo, a pocos metros de los dos ejemplares de Spinophorosaurus ; todos los fósiles eran probablemente de los mismos lechos. El pequeño esqueleto consta de 14 vértebras, algunas articuladas, incluidas todas las vértebras del cuello y algunas vértebras de la espalda. El centro de sus vértebras es un 20% más pequeño que el de Spinophorosaurus y la sutura neurocentral está abierta, lo que indica que es un juvenil. Varias características distintas del esqueleto se comparten con Spinophorosaurus y aunque algunas características de ese género no están presentes, lo más probable es que represente un Spinophorosaurus juvenil. Las diferencias probablemente se explican por la ontogenia, los cambios durante el crecimiento.

## Clasificación
El análisis filogenético inicial presentado por Remes y sus colegas sugirió que Spinophorosaurus se encontraba entre los saurópodos más basales conocidos, siendo solo un poco más derivado que Vulcanodon, Cetiosaurus y Tazoudasaurus. En esta posición, formaría el taxón hermano de Eusauropoda, un clado que comprende todos los saurópodos más derivados. Los autores admitieron que el apoyo a esta posición basal era débil y discutieron varias ubicaciones alternativas dentro de los eusaurópodos que explicarían las similitudes anatómicas con otros saurópodos del norte de África y Laurasia. Una posición basal similar fuera de Eusauropoda fue sugerida por varios estudios posteriores, que colocaron a Spinophorosaurus como el taxón hermano de Tazoudasaurus o Volkheimeria. En un resumen de la conferencia de 2013, el paleontólogo Pedro Mocho y sus colegas revaluaron las relaciones filogenéticas del género incorporando más información de huesos recién preparados, argumentando que Spinophorosaurus estaba anidado dentro de los eusaurópodos. Según este análisis, el género era más derivado que Shunosaurus y Barapasaurus y cercano a Patagosaurus y mamenquisáuridos. Un estudio de 2015 también propuso una posición sistemática mucho más derivada dentro de Eusauropoda, que encontró que Spinophorosaurus era el taxón hermano de Nebulasaurus.

### Filogenia

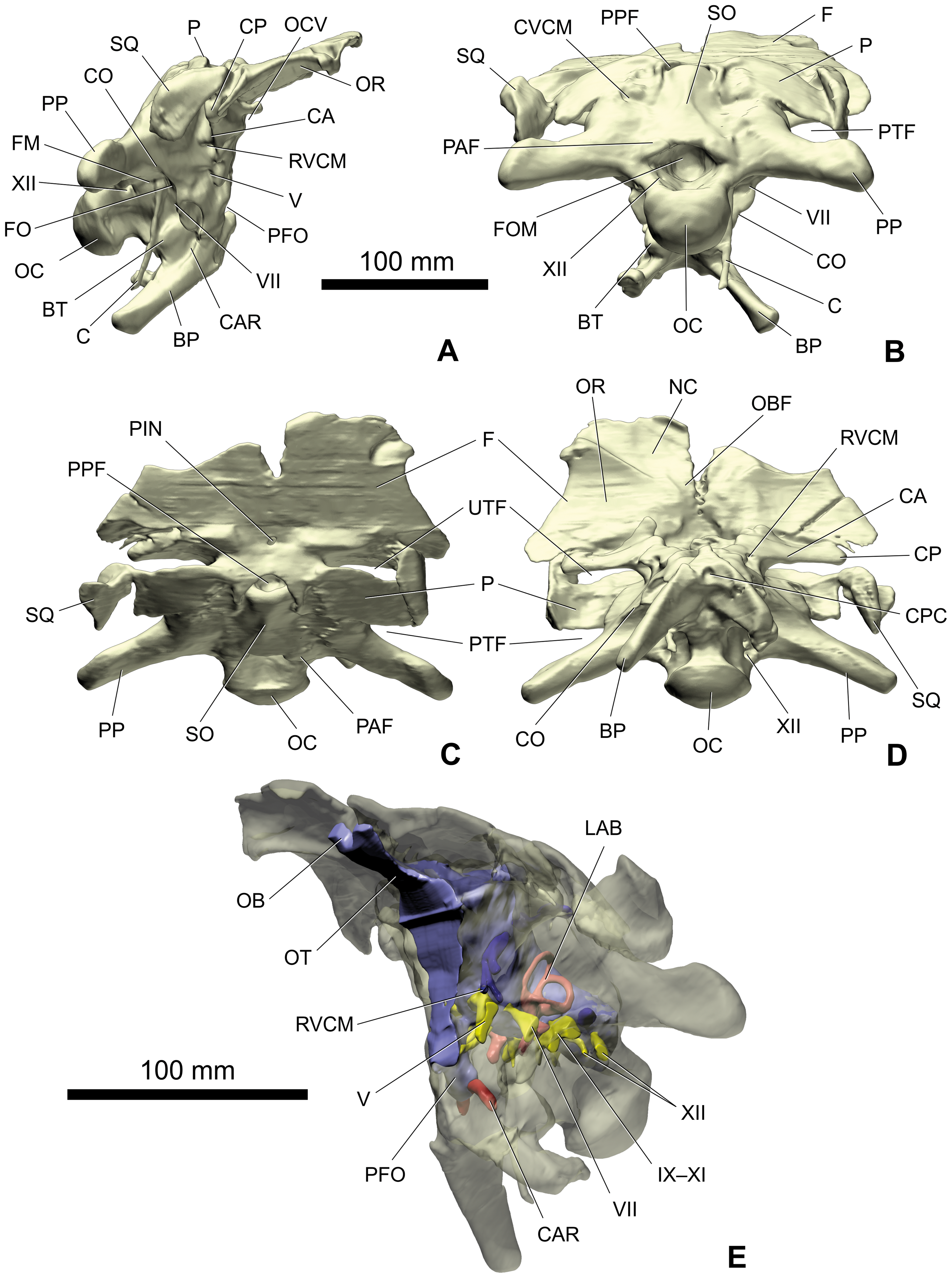
Tomografías computarizadas de la caja craneana holotipo, con endocast del cerebro y el oído interno debajo; la neuroanatomía era en cierto modo intermedia entre la de los sauropodomorfos basales y la de los neosaurópodos más derivados.

Cladograma basado en Nair y Salisbury, 2012, que respalda una posición basal de Spinophorosaurus.

|  | Tazoudasaurus    |
|  |                  |
|  | Spinophorosaurus |
|  |                  |

|             | Omeisaurus |
|             | |
|             | \| \| Mamenchisaurus \| \| \| \| \| Turiasauria \| Losillasaurus \| \| \| Losillasaurus \| \| \| Neosauropoda \| \| \| \| |
|             | |
|             | Mamenchisaurus |
|             | |
| Turiasauria | Losillasaurus |
|             | Losillasaurus |
|             | Neosauropoda |
|             | |

|             | Mamenchisaurus |
|             |                |
| Turiasauria | Losillasaurus  |
|             | Losillasaurus  |
|             | Neosauropoda   |
|             |                |

|             | Omeisaurus |
|             | |
|             | \| \| Mamenchisaurus \| \| \| \| \| Turiasauria \| Losillasaurus \| \| \| Losillasaurus \| \| \| Neosauropoda \| \| \| \| |
|             | |
|             | Mamenchisaurus |
|             | |
| Turiasauria | Losillasaurus |
|             | Losillasaurus |
|             | Neosauropoda |
|             | |

|             | Mamenchisaurus |
|             |                |
| Turiasauria | Losillasaurus  |
|             | Losillasaurus  |
|             | Neosauropoda   |
|             |                |

|             | Omeisaurus |
|             | |
|             | \| \| Mamenchisaurus \| \| \| \| \| Turiasauria \| Losillasaurus \| \| \| Losillasaurus \| \| \| Neosauropoda \| \| \| \| |
|             | |
|             | Mamenchisaurus |
|             | |
| Turiasauria | Losillasaurus |
|             | Losillasaurus |
|             | Neosauropoda |
|             | |

|             | Mamenchisaurus |
|             |                |
| Turiasauria | Losillasaurus  |
|             | Losillasaurus  |
|             | Neosauropoda   |
|             |                |

|             | Omeisaurus |
|             | |
|             | \| \| Mamenchisaurus \| \| \| \| \| Turiasauria \| Losillasaurus \| \| \| Losillasaurus \| \| \| Neosauropoda \| \| \| \| |
|             | |
|             | Mamenchisaurus |
|             | |
| Turiasauria | Losillasaurus |
|             | Losillasaurus |
|             | Neosauropoda |
|             | |

|             | Mamenchisaurus |
|             |                |
| Turiasauria | Losillasaurus  |
|             | Losillasaurus  |
|             | Neosauropoda   |
|             |                |

|             | Omeisaurus |
|             | |
|             | \| \| Mamenchisaurus \| \| \| \| \| Turiasauria \| Losillasaurus \| \| \| Losillasaurus \| \| \| Neosauropoda \| \| \| \| |
|             | |
|             | Mamenchisaurus |
|             | |
| Turiasauria | Losillasaurus |
|             | Losillasaurus |
|             | Neosauropoda |
|             | |

|             | Mamenchisaurus |
|             |                |
| Turiasauria | Losillasaurus  |
|             | Losillasaurus  |
|             | Neosauropoda   |
|             |                |

|             | Omeisaurus |
|             | |
|             | \| \| Mamenchisaurus \| \| \| \| \| Turiasauria \| Losillasaurus \| \| \| Losillasaurus \| \| \| Neosauropoda \| \| \| \| |
|             | |
|             | Mamenchisaurus |
|             | |
| Turiasauria | Losillasaurus |
|             | Losillasaurus |
|             | Neosauropoda |
|             | |

|             | Mamenchisaurus |
|             |                |
| Turiasauria | Losillasaurus  |
|             | Losillasaurus  |
|             | Neosauropoda   |
|             |                |

|             | Omeisaurus |
|             | |
|             | \| \| Mamenchisaurus \| \| \| \| \| Turiasauria \| Losillasaurus \| \| \| Losillasaurus \| \| \| Neosauropoda \| \| \| \| |
|             | |
|             | Mamenchisaurus |
|             | |
| Turiasauria | Losillasaurus |
|             | Losillasaurus |
|             | Neosauropoda |
|             | |

|             | Mamenchisaurus |
|             |                |
| Turiasauria | Losillasaurus  |
|             | Losillasaurus  |
|             | Neosauropoda   |
|             |                |

|             | Omeisaurus |
|             | |
|             | \| \| Mamenchisaurus \| \| \| \| \| Turiasauria \| Losillasaurus \| \| \| Losillasaurus \| \| \| Neosauropoda \| \| \| \| |
|             | |
|             | Mamenchisaurus |
|             | |
| Turiasauria | Losillasaurus |
|             | Losillasaurus |
|             | Neosauropoda |
|             | |

|             | Mamenchisaurus |
|             |                |
| Turiasauria | Losillasaurus  |
|             | Losillasaurus  |
|             | Neosauropoda   |
|             |                |

|             | Omeisaurus |
|             | |
|             | \| \| Mamenchisaurus \| \| \| \| \| Turiasauria \| Losillasaurus \| \| \| Losillasaurus \| \| \| Neosauropoda \| \| \| \| |
|             | |
|             | Mamenchisaurus |
|             | |
| Turiasauria | Losillasaurus |
|             | Losillasaurus |
|             | Neosauropoda |
|             | |

|             | Mamenchisaurus |
|             |                |
| Turiasauria | Losillasaurus  |
|             | Losillasaurus  |
|             | Neosauropoda   |
|             |                |

|             | Omeisaurus |
|             | |
|             | \| \| Mamenchisaurus \| \| \| \| \| Turiasauria \| Losillasaurus \| \| \| Losillasaurus \| \| \| Neosauropoda \| \| \| \| |
|             | |
|             | Mamenchisaurus |
|             | |
| Turiasauria | Losillasaurus |
|             | Losillasaurus |
|             | Neosauropoda |
|             | |

|             | Mamenchisaurus |
|             |                |
| Turiasauria | Losillasaurus  |
|             | Losillasaurus  |
|             | Neosauropoda   |
|             |                |

|             | Omeisaurus |
|             | |
|             | \| \| Mamenchisaurus \| \| \| \| \| Turiasauria \| Losillasaurus \| \| \| Losillasaurus \| \| \| Neosauropoda \| \| \| \| |
|             | |
|             | Mamenchisaurus |
|             | |
| Turiasauria | Losillasaurus |
|             | Losillasaurus |
|             | Neosauropoda |
|             | |

|             | Mamenchisaurus |
|             |                |
| Turiasauria | Losillasaurus  |
|             | Losillasaurus  |
|             | Neosauropoda   |
|             |                |

|             | Omeisaurus |
|             | |
|             | \| \| Mamenchisaurus \| \| \| \| \| Turiasauria \| Losillasaurus \| \| \| Losillasaurus \| \| \| Neosauropoda \| \| \| \| |
|             | |
|             | Mamenchisaurus |
|             | |
| Turiasauria | Losillasaurus |
|             | Losillasaurus |
|             | Neosauropoda |
|             | |

|             | Mamenchisaurus |
|             |                |
| Turiasauria | Losillasaurus  |
|             | Losillasaurus  |
|             | Neosauropoda   |
|             |                |

|             | Omeisaurus |
|             | |
|             | \| \| Mamenchisaurus \| \| \| \| \| Turiasauria \| Losillasaurus \| \| \| Losillasaurus \| \| \| Neosauropoda \| \| \| \| |
|             | |
|             | Mamenchisaurus |
|             | |
| Turiasauria | Losillasaurus |
|             | Losillasaurus |
|             | Neosauropoda |
|             | |

|             | Mamenchisaurus |
|             |                |
| Turiasauria | Losillasaurus  |
|             | Losillasaurus  |
|             | Neosauropoda   |
|             |                |

|             | Omeisaurus |
|             | |
|             | \| \| Mamenchisaurus \| \| \| \| \| Turiasauria \| Losillasaurus \| \| \| Losillasaurus \| \| \| Neosauropoda \| \| \| \| |
|             | |
|             | Mamenchisaurus |
|             | |
| Turiasauria | Losillasaurus |
|             | Losillasaurus |
|             | Neosauropoda |
|             | |

|             | Mamenchisaurus |
|             |                |
| Turiasauria | Losillasaurus  |
|             | Losillasaurus  |
|             | Neosauropoda   |
|             |                |

|             | Omeisaurus |
|             | |
|             | \| \| Mamenchisaurus \| \| \| \| \| Turiasauria \| Losillasaurus \| \| \| Losillasaurus \| \| \| Neosauropoda \| \| \| \| |
|             | |
|             | Mamenchisaurus |
|             | |
| Turiasauria | Losillasaurus |
|             | Losillasaurus |
|             | Neosauropoda |
|             | |

|             | Mamenchisaurus |
|             |                |
| Turiasauria | Losillasaurus  |
|             | Losillasaurus  |
|             | Neosauropoda   |
|             |                |

|             | Omeisaurus |
|             | |
|             | \| \| Mamenchisaurus \| \| \| \| \| Turiasauria \| Losillasaurus \| \| \| Losillasaurus \| \| \| Neosauropoda \| \| \| \| |
|             | |
|             | Mamenchisaurus |
|             | |
| Turiasauria | Losillasaurus |
|             | Losillasaurus |
|             | Neosauropoda |
|             | |

|             | Mamenchisaurus |
|             |                |
| Turiasauria | Losillasaurus  |
|             | Losillasaurus  |
|             | Neosauropoda   |
|             |                |

|  | Tazoudasaurus    |
|  |                  |
|  | Spinophorosaurus |
|  |                  |

|             | Omeisaurus |
|             | |
|             | \| \| Mamenchisaurus \| \| \| \| \| Turiasauria \| Losillasaurus \| \| \| Losillasaurus \| \| \| Neosauropoda \| \| \| \| |
|             | |
|             | Mamenchisaurus |
|             | |
| Turiasauria | Losillasaurus |
|             | Losillasaurus |
|             | Neosauropoda |
|             | |

|             | Mamenchisaurus |
|             |                |
| Turiasauria | Losillasaurus  |
|             | Losillasaurus  |
|             | Neosauropoda   |
|             |                |

|             | Omeisaurus |
|             | |
|             | \| \| Mamenchisaurus \| \| \| \| \| Turiasauria \| Losillasaurus \| \| \| Losillasaurus \| \| \| Neosauropoda \| \| \| \| |
|             | |
|             | Mamenchisaurus |
|             | |
| Turiasauria | Losillasaurus |
|             | Losillasaurus |
|             | Neosauropoda |
|             | |

|             | Mamenchisaurus |
|             |                |
| Turiasauria | Losillasaurus  |
|             | Losillasaurus  |
|             | Neosauropoda   |
|             |                |

|             | Omeisaurus |
|             | |
|             | \| \| Mamenchisaurus \| \| \| \| \| Turiasauria \| Losillasaurus \| \| \| Losillasaurus \| \| \| Neosauropoda \| \| \| \| |
|             | |
|             | Mamenchisaurus |
|             | |
| Turiasauria | Losillasaurus |
|             | Losillasaurus |
|             | Neosauropoda |
|             | |

|             | Mamenchisaurus |
|             |                |
| Turiasauria | Losillasaurus  |
|             | Losillasaurus  |
|             | Neosauropoda   |
|             |                |

|             | Omeisaurus |
|             | |
|             | \| \| Mamenchisaurus \| \| \| \| \| Turiasauria \| Losillasaurus \| \| \| Losillasaurus \| \| \| Neosauropoda \| \| \| \| |
|             | |
|             | Mamenchisaurus |
|             | |
| Turiasauria | Losillasaurus |
|             | Losillasaurus |
|             | Neosauropoda |
|             | |

|             | Mamenchisaurus |
|             |                |
| Turiasauria | Losillasaurus  |
|             | Losillasaurus  |
|             | Neosauropoda   |
|             |                |

|             | Omeisaurus |
|             | |
|             | \| \| Mamenchisaurus \| \| \| \| \| Turiasauria \| Losillasaurus \| \| \| Losillasaurus \| \| \| Neosauropoda \| \| \| \| |
|             | |
|             | Mamenchisaurus |
|             | |
| Turiasauria | Losillasaurus |
|             | Losillasaurus |
|             | Neosauropoda |
|             | |

|             | Mamenchisaurus |
|             |                |
| Turiasauria | Losillasaurus  |
|             | Losillasaurus  |
|             | Neosauropoda   |
|             |                |

|             | Omeisaurus |
|             | |
|             | \| \| Mamenchisaurus \| \| \| \| \| Turiasauria \| Losillasaurus \| \| \| Losillasaurus \| \| \| Neosauropoda \| \| \| \| |
|             | |
|             | Mamenchisaurus |
|             | |
| Turiasauria | Losillasaurus |
|             | Losillasaurus |
|             | Neosauropoda |
|             | |

|             | Mamenchisaurus |
|             |                |
| Turiasauria | Losillasaurus  |
|             | Losillasaurus  |
|             | Neosauropoda   |
|             |                |

|             | Omeisaurus |
|             | |
|             | \| \| Mamenchisaurus \| \| \| \| \| Turiasauria \| Losillasaurus \| \| \| Losillasaurus \| \| \| Neosauropoda \| \| \| \| |
|             | |
|             | Mamenchisaurus |
|             | |
| Turiasauria | Losillasaurus |
|             | Losillasaurus |
|             | Neosauropoda |
|             | |

|             | Mamenchisaurus |
|             |                |
| Turiasauria | Losillasaurus  |
|             | Losillasaurus  |
|             | Neosauropoda   |
|             |                |

|             | Omeisaurus |
|             | |
|             | \| \| Mamenchisaurus \| \| \| \| \| Turiasauria \| Losillasaurus \| \| \| Losillasaurus \| \| \| Neosauropoda \| \| \| \| |
|             | |
|             | Mamenchisaurus |
|             | |
| Turiasauria | Losillasaurus |
|             | Losillasaurus |
|             | Neosauropoda |
|             | |

|             | Mamenchisaurus |
|             |                |
| Turiasauria | Losillasaurus  |
|             | Losillasaurus  |
|             | Neosauropoda   |
|             |                |

|             | Omeisaurus |
|             | |
|             | \| \| Mamenchisaurus \| \| \| \| \| Turiasauria \| Losillasaurus \| \| \| Losillasaurus \| \| \| Neosauropoda \| \| \| \| |
|             | |
|             | Mamenchisaurus |
|             | |
| Turiasauria | Losillasaurus |
|             | Losillasaurus |
|             | Neosauropoda |
|             | |

|             | Mamenchisaurus |
|             |                |
| Turiasauria | Losillasaurus  |
|             | Losillasaurus  |
|             | Neosauropoda   |
|             |                |

|             | Omeisaurus |
|             | |
|             | \| \| Mamenchisaurus \| \| \| \| \| Turiasauria \| Losillasaurus \| \| \| Losillasaurus \| \| \| Neosauropoda \| \| \| \| |
|             | |
|             | Mamenchisaurus |
|             | |
| Turiasauria | Losillasaurus |
|             | Losillasaurus |
|             | Neosauropoda |
|             | |

|             | Mamenchisaurus |
|             |                |
| Turiasauria | Losillasaurus  |
|             | Losillasaurus  |
|             | Neosauropoda   |
|             |                |

|             | Omeisaurus |
|             | |
|             | \| \| Mamenchisaurus \| \| \| \| \| Turiasauria \| Losillasaurus \| \| \| Losillasaurus \| \| \| Neosauropoda \| \| \| \| |
|             | |
|             | Mamenchisaurus |
|             | |
| Turiasauria | Losillasaurus |
|             | Losillasaurus |
|             | Neosauropoda |
|             | |

|             | Mamenchisaurus |
|             |                |
| Turiasauria | Losillasaurus  |
|             | Losillasaurus  |
|             | Neosauropoda   |
|             |                |

|             | Omeisaurus |
|             | |
|             | \| \| Mamenchisaurus \| \| \| \| \| Turiasauria \| Losillasaurus \| \| \| Losillasaurus \| \| \| Neosauropoda \| \| \| \| |
|             | |
|             | Mamenchisaurus |
|             | |
| Turiasauria | Losillasaurus |
|             | Losillasaurus |
|             | Neosauropoda |
|             | |

|             | Mamenchisaurus |
|             |                |
| Turiasauria | Losillasaurus  |
|             | Losillasaurus  |
|             | Neosauropoda   |
|             |                |

|             | Omeisaurus |
|             | |
|             | \| \| Mamenchisaurus \| \| \| \| \| Turiasauria \| Losillasaurus \| \| \| Losillasaurus \| \| \| Neosauropoda \| \| \| \| |
|             | |
|             | Mamenchisaurus |
|             | |
| Turiasauria | Losillasaurus |
|             | Losillasaurus |
|             | Neosauropoda |
|             | |

|             | Mamenchisaurus |
|             |                |
| Turiasauria | Losillasaurus  |
|             | Losillasaurus  |
|             | Neosauropoda   |
|             |                |

|             | Omeisaurus |
|             | |
|             | \| \| Mamenchisaurus \| \| \| \| \| Turiasauria \| Losillasaurus \| \| \| Losillasaurus \| \| \| Neosauropoda \| \| \| \| |
|             | |
|             | Mamenchisaurus |
|             | |
| Turiasauria | Losillasaurus |
|             | Losillasaurus |
|             | Neosauropoda |
|             | |

|             | Mamenchisaurus |
|             |                |
| Turiasauria | Losillasaurus  |
|             | Losillasaurus  |
|             | Neosauropoda   |
|             |                |

|             | Omeisaurus |
|             | |
|             | \| \| Mamenchisaurus \| \| \| \| \| Turiasauria \| Losillasaurus \| \| \| Losillasaurus \| \| \| Neosauropoda \| \| \| \| |
|             | |
|             | Mamenchisaurus |
|             | |
| Turiasauria | Losillasaurus |
|             | Losillasaurus |
|             | Neosauropoda |
|             | |

|             | Mamenchisaurus |
|             |                |
| Turiasauria | Losillasaurus  |
|             | Losillasaurus  |
|             | Neosauropoda   |
|             |                |

|             | Omeisaurus |
|             | |
|             | \| \| Mamenchisaurus \| \| \| \| \| Turiasauria \| Losillasaurus \| \| \| Losillasaurus \| \| \| Neosauropoda \| \| \| \| |
|             | |
|             | Mamenchisaurus |
|             | |
| Turiasauria | Losillasaurus |
|             | Losillasaurus |
|             | Neosauropoda |
|             | |

|             | Mamenchisaurus |
|             |                |
| Turiasauria | Losillasaurus  |
|             | Losillasaurus  |
|             | Neosauropoda   |
|             |                |

|  | Tazoudasaurus    |
|  |                  |
|  | Spinophorosaurus |
|  |                  |

|             | Omeisaurus |
|             | |
|             | \| \| Mamenchisaurus \| \| \| \| \| Turiasauria \| Losillasaurus \| \| \| Losillasaurus \| \| \| Neosauropoda \| \| \| \| |
|             | |
|             | Mamenchisaurus |
|             | |
| Turiasauria | Losillasaurus |
|             | Losillasaurus |
|             | Neosauropoda |
|             | |

|             | Mamenchisaurus |
|             |                |
| Turiasauria | Losillasaurus  |
|             | Losillasaurus  |
|             | Neosauropoda   |
|             |                |

|             | Omeisaurus |
|             | |
|             | \| \| Mamenchisaurus \| \| \| \| \| Turiasauria \| Losillasaurus \| \| \| Losillasaurus \| \| \| Neosauropoda \| \| \| \| |
|             | |
|             | Mamenchisaurus |
|             | |
| Turiasauria | Losillasaurus |
|             | Losillasaurus |
|             | Neosauropoda |
|             | |

|             | Mamenchisaurus |
|             |                |
| Turiasauria | Losillasaurus  |
|             | Losillasaurus  |
|             | Neosauropoda   |
|             |                |

|             | Omeisaurus |
|             | |
|             | \| \| Mamenchisaurus \| \| \| \| \| Turiasauria \| Losillasaurus \| \| \| Losillasaurus \| \| \| Neosauropoda \| \| \| \| |
|             | |
|             | Mamenchisaurus |
|             | |
| Turiasauria | Losillasaurus |
|             | Losillasaurus |
|             | Neosauropoda |
|             | |

|             | Mamenchisaurus |
|             |                |
| Turiasauria | Losillasaurus  |
|             | Losillasaurus  |
|             | Neosauropoda   |
|             |                |

|             | Omeisaurus |
|             | |
|             | \| \| Mamenchisaurus \| \| \| \| \| Turiasauria \| Losillasaurus \| \| \| Losillasaurus \| \| \| Neosauropoda \| \| \| \| |
|             | |
|             | Mamenchisaurus |
|             | |
| Turiasauria | Losillasaurus |
|             | Losillasaurus |
|             | Neosauropoda |
|             | |

|             | Mamenchisaurus |
|             |                |
| Turiasauria | Losillasaurus  |
|             | Losillasaurus  |
|             | Neosauropoda   |
|             |                |

|             | Omeisaurus |
|             | |
|             | \| \| Mamenchisaurus \| \| \| \| \| Turiasauria \| Losillasaurus \| \| \| Losillasaurus \| \| \| Neosauropoda \| \| \| \| |
|             | |
|             | Mamenchisaurus |
|             | |
| Turiasauria | Losillasaurus |
|             | Losillasaurus |
|             | Neosauropoda |
|             | |

|             | Mamenchisaurus |
|             |                |
| Turiasauria | Losillasaurus  |
|             | Losillasaurus  |
|             | Neosauropoda   |
|             |                |

|             | Omeisaurus |
|             | |
|             | \| \| Mamenchisaurus \| \| \| \| \| Turiasauria \| Losillasaurus \| \| \| Losillasaurus \| \| \| Neosauropoda \| \| \| \| |
|             | |
|             | Mamenchisaurus |
|             | |
| Turiasauria | Losillasaurus |
|             | Losillasaurus |
|             | Neosauropoda |
|             | |

|             | Mamenchisaurus |
|             |                |
| Turiasauria | Losillasaurus  |
|             | Losillasaurus  |
|             | Neosauropoda   |
|             |                |

|             | Omeisaurus |
|             | |
|             | \| \| Mamenchisaurus \| \| \| \| \| Turiasauria \| Losillasaurus \| \| \| Losillasaurus \| \| \| Neosauropoda \| \| \| \| |
|             | |
|             | Mamenchisaurus |
|             | |
| Turiasauria | Losillasaurus |
|             | Losillasaurus |
|             | Neosauropoda |
|             | |

|             | Mamenchisaurus |
|             |                |
| Turiasauria | Losillasaurus  |
|             | Losillasaurus  |
|             | Neosauropoda   |
|             |                |

|             | Omeisaurus |
|             | |
|             | \| \| Mamenchisaurus \| \| \| \| \| Turiasauria \| Losillasaurus \| \| \| Losillasaurus \| \| \| Neosauropoda \| \| \| \| |
|             | |
|             | Mamenchisaurus |
|             | |
| Turiasauria | Losillasaurus |
|             | Losillasaurus |
|             | Neosauropoda |
|             | |

|             | Mamenchisaurus |
|             |                |
| Turiasauria | Losillasaurus  |
|             | Losillasaurus  |
|             | Neosauropoda   |
|             |                |

|             | Omeisaurus |
|             | |
|             | \| \| Mamenchisaurus \| \| \| \| \| Turiasauria \| Losillasaurus \| \| \| Losillasaurus \| \| \| Neosauropoda \| \| \| \| |
|             | |
|             | Mamenchisaurus |
|             | |
| Turiasauria | Losillasaurus |
|             | Losillasaurus |
|             | Neosauropoda |
|             | |

|             | Mamenchisaurus |
|             |                |
| Turiasauria | Losillasaurus  |
|             | Losillasaurus  |
|             | Neosauropoda   |
|             |                |

|             | Omeisaurus |
|             | |
|             | \| \| Mamenchisaurus \| \| \| \| \| Turiasauria \| Losillasaurus \| \| \| Losillasaurus \| \| \| Neosauropoda \| \| \| \| |
|             | |
|             | Mamenchisaurus |
|             | |
| Turiasauria | Losillasaurus |
|             | Losillasaurus |
|             | Neosauropoda |
|             | |

|             | Mamenchisaurus |
|             |                |
| Turiasauria | Losillasaurus  |
|             | Losillasaurus  |
|             | Neosauropoda   |
|             |                |

|             | Omeisaurus |
|             | |
|             | \| \| Mamenchisaurus \| \| \| \| \| Turiasauria \| Losillasaurus \| \| \| Losillasaurus \| \| \| Neosauropoda \| \| \| \| |
|             | |
|             | Mamenchisaurus |
|             | |
| Turiasauria | Losillasaurus |
|             | Losillasaurus |
|             | Neosauropoda |
|             | |

|             | Mamenchisaurus |
|             |                |
| Turiasauria | Losillasaurus  |
|             | Losillasaurus  |
|             | Neosauropoda   |
|             |                |

|             | Omeisaurus |
|             | |
|             | \| \| Mamenchisaurus \| \| \| \| \| Turiasauria \| Losillasaurus \| \| \| Losillasaurus \| \| \| Neosauropoda \| \| \| \| |
|             | |
|             | Mamenchisaurus |
|             | |
| Turiasauria | Losillasaurus |
|             | Losillasaurus |
|             | Neosauropoda |
|             | |

|             | Mamenchisaurus |
|             |                |
| Turiasauria | Losillasaurus  |
|             | Losillasaurus  |
|             | Neosauropoda   |
|             |                |

|             | Omeisaurus |
|             | |
|             | \| \| Mamenchisaurus \| \| \| \| \| Turiasauria \| Losillasaurus \| \| \| Losillasaurus \| \| \| Neosauropoda \| \| \| \| |
|             | |
|             | Mamenchisaurus |
|             | |
| Turiasauria | Losillasaurus |
|             | Losillasaurus |
|             | Neosauropoda |
|             | |

|             | Mamenchisaurus |
|             |                |
| Turiasauria | Losillasaurus  |
|             | Losillasaurus  |
|             | Neosauropoda   |
|             |                |

|             | Omeisaurus |
|             | |
|             | \| \| Mamenchisaurus \| \| \| \| \| Turiasauria \| Losillasaurus \| \| \| Losillasaurus \| \| \| Neosauropoda \| \| \| \| |
|             | |
|             | Mamenchisaurus |
|             | |
| Turiasauria | Losillasaurus |
|             | Losillasaurus |
|             | Neosauropoda |
|             | |

|             | Mamenchisaurus |
|             |                |
| Turiasauria | Losillasaurus  |
|             | Losillasaurus  |
|             | Neosauropoda   |
|             |                |

|             | Omeisaurus |
|             | |
|             | \| \| Mamenchisaurus \| \| \| \| \| Turiasauria \| Losillasaurus \| \| \| Losillasaurus \| \| \| Neosauropoda \| \| \| \| |
|             | |
|             | Mamenchisaurus |
|             | |
| Turiasauria | Losillasaurus |
|             | Losillasaurus |
|             | Neosauropoda |
|             | |

|             | Mamenchisaurus |
|             |                |
| Turiasauria | Losillasaurus  |
|             | Losillasaurus  |
|             | Neosauropoda   |
|             |                |

|             | Omeisaurus |
|             | |
|             | \| \| Mamenchisaurus \| \| \| \| \| Turiasauria \| Losillasaurus \| \| \| Losillasaurus \| \| \| Neosauropoda \| \| \| \| |
|             | |
|             | Mamenchisaurus |
|             | |
| Turiasauria | Losillasaurus |
|             | Losillasaurus |
|             | Neosauropoda |
|             | |

|             | Mamenchisaurus |
|             |                |
| Turiasauria | Losillasaurus  |
|             | Losillasaurus  |
|             | Neosauropoda   |
|             |                |

|  | Tazoudasaurus    |
|  |                  |
|  | Spinophorosaurus |
|  |                  |

|             | Omeisaurus |
|             | |
|             | \| \| Mamenchisaurus \| \| \| \| \| Turiasauria \| Losillasaurus \| \| \| Losillasaurus \| \| \| Neosauropoda \| \| \| \| |
|             | |
|             | Mamenchisaurus |
|             | |
| Turiasauria | Losillasaurus |
|             | Losillasaurus |
|             | Neosauropoda |
|             | |

|             | Mamenchisaurus |
|             |                |
| Turiasauria | Losillasaurus  |
|             | Losillasaurus  |
|             | Neosauropoda   |
|             |                |

|             | Omeisaurus |
|             | |
|             | \| \| Mamenchisaurus \| \| \| \| \| Turiasauria \| Losillasaurus \| \| \| Losillasaurus \| \| \| Neosauropoda \| \| \| \| |
|             | |
|             | Mamenchisaurus |
|             | |
| Turiasauria | Losillasaurus |
|             | Losillasaurus |
|             | Neosauropoda |
|             | |

|             | Mamenchisaurus |
|             |                |
| Turiasauria | Losillasaurus  |
|             | Losillasaurus  |
|             | Neosauropoda   |
|             |                |

|             | Omeisaurus |
|             | |
|             | \| \| Mamenchisaurus \| \| \| \| \| Turiasauria \| Losillasaurus \| \| \| Losillasaurus \| \| \| Neosauropoda \| \| \| \| |
|             | |
|             | Mamenchisaurus |
|             | |
| Turiasauria | Losillasaurus |
|             | Losillasaurus |
|             | Neosauropoda |
|             | |

|             | Mamenchisaurus |
|             |                |
| Turiasauria | Losillasaurus  |
|             | Losillasaurus  |
|             | Neosauropoda   |
|             |                |

|             | Omeisaurus |
|             | |
|             | \| \| Mamenchisaurus \| \| \| \| \| Turiasauria \| Losillasaurus \| \| \| Losillasaurus \| \| \| Neosauropoda \| \| \| \| |
|             | |
|             | Mamenchisaurus |
|             | |
| Turiasauria | Losillasaurus |
|             | Losillasaurus |
|             | Neosauropoda |
|             | |

|             | Mamenchisaurus |
|             |                |
| Turiasauria | Losillasaurus  |
|             | Losillasaurus  |
|             | Neosauropoda   |
|             |                |

|             | Omeisaurus |
|             | |
|             | \| \| Mamenchisaurus \| \| \| \| \| Turiasauria \| Losillasaurus \| \| \| Losillasaurus \| \| \| Neosauropoda \| \| \| \| |
|             | |
|             | Mamenchisaurus |
|             | |
| Turiasauria | Losillasaurus |
|             | Losillasaurus |
|             | Neosauropoda |
|             | |

|             | Mamenchisaurus |
|             |                |
| Turiasauria | Losillasaurus  |
|             | Losillasaurus  |
|             | Neosauropoda   |
|             |                |

|             | Omeisaurus |
|             | |
|             | \| \| Mamenchisaurus \| \| \| \| \| Turiasauria \| Losillasaurus \| \| \| Losillasaurus \| \| \| Neosauropoda \| \| \| \| |
|             | |
|             | Mamenchisaurus |
|             | |
| Turiasauria | Losillasaurus |
|             | Losillasaurus |
|             | Neosauropoda |
|             | |

|             | Mamenchisaurus |
|             |                |
| Turiasauria | Losillasaurus  |
|             | Losillasaurus  |
|             | Neosauropoda   |
|             |                |

|             | Omeisaurus |
|             | |
|             | \| \| Mamenchisaurus \| \| \| \| \| Turiasauria \| Losillasaurus \| \| \| Losillasaurus \| \| \| Neosauropoda \| \| \| \| |
|             | |
|             | Mamenchisaurus |
|             | |
| Turiasauria | Losillasaurus |
|             | Losillasaurus |
|             | Neosauropoda |
|             | |

|             | Mamenchisaurus |
|             |                |
| Turiasauria | Losillasaurus  |
|             | Losillasaurus  |
|             | Neosauropoda   |
|             |                |

|             | Omeisaurus |
|             | |
|             | \| \| Mamenchisaurus \| \| \| \| \| Turiasauria \| Losillasaurus \| \| \| Losillasaurus \| \| \| Neosauropoda \| \| \| \| |
|             | |
|             | Mamenchisaurus |
|             | |
| Turiasauria | Losillasaurus |
|             | Losillasaurus |
|             | Neosauropoda |
|             | |

|             | Mamenchisaurus |
|             |                |
| Turiasauria | Losillasaurus  |
|             | Losillasaurus  |
|             | Neosauropoda   |
|             |                |

|             | Omeisaurus |
|             | |
|             | \| \| Mamenchisaurus \| \| \| \| \| Turiasauria \| Losillasaurus \| \| \| Losillasaurus \| \| \| Neosauropoda \| \| \| \| |
|             | |
|             | Mamenchisaurus |
|             | |
| Turiasauria | Losillasaurus |
|             | Losillasaurus |
|             | Neosauropoda |
|             | |

|             | Mamenchisaurus |
|             |                |
| Turiasauria | Losillasaurus  |
|             | Losillasaurus  |
|             | Neosauropoda   |
|             |                |

|             | Omeisaurus |
|             | |
|             | \| \| Mamenchisaurus \| \| \| \| \| Turiasauria \| Losillasaurus \| \| \| Losillasaurus \| \| \| Neosauropoda \| \| \| \| |
|             | |
|             | Mamenchisaurus |
|             | |
| Turiasauria | Losillasaurus |
|             | Losillasaurus |
|             | Neosauropoda |
|             | |

|             | Mamenchisaurus |
|             |                |
| Turiasauria | Losillasaurus  |
|             | Losillasaurus  |
|             | Neosauropoda   |
|             |                |

|             | Omeisaurus |
|             | |
|             | \| \| Mamenchisaurus \| \| \| \| \| Turiasauria \| Losillasaurus \| \| \| Losillasaurus \| \| \| Neosauropoda \| \| \| \| |
|             | |
|             | Mamenchisaurus |
|             | |
| Turiasauria | Losillasaurus |
|             | Losillasaurus |
|             | Neosauropoda |
|             | |

|             | Mamenchisaurus |
|             |                |
| Turiasauria | Losillasaurus  |
|             | Losillasaurus  |
|             | Neosauropoda   |
|             |                |

|             | Omeisaurus |
|             | |
|             | \| \| Mamenchisaurus \| \| \| \| \| Turiasauria \| Losillasaurus \| \| \| Losillasaurus \| \| \| Neosauropoda \| \| \| \| |
|             | |
|             | Mamenchisaurus |
|             | |
| Turiasauria | Losillasaurus |
|             | Losillasaurus |
|             | Neosauropoda |
|             | |

|             | Mamenchisaurus |
|             |                |
| Turiasauria | Losillasaurus  |
|             | Losillasaurus  |
|             | Neosauropoda   |
|             |                |

|             | Omeisaurus |
|             | |
|             | \| \| Mamenchisaurus \| \| \| \| \| Turiasauria \| Losillasaurus \| \| \| Losillasaurus \| \| \| Neosauropoda \| \| \| \| |
|             | |
|             | Mamenchisaurus |
|             | |
| Turiasauria | Losillasaurus |
|             | Losillasaurus |
|             | Neosauropoda |
|             | |

|             | Mamenchisaurus |
|             |                |
| Turiasauria | Losillasaurus  |
|             | Losillasaurus  |
|             | Neosauropoda   |
|             |                |

|             | Omeisaurus |
|             | |
|             | \| \| Mamenchisaurus \| \| \| \| \| Turiasauria \| Losillasaurus \| \| \| Losillasaurus \| \| \| Neosauropoda \| \| \| \| |
|             | |
|             | Mamenchisaurus |
|             | |
| Turiasauria | Losillasaurus |
|             | Losillasaurus |
|             | Neosauropoda |
|             | |

|             | Mamenchisaurus |
|             |                |
| Turiasauria | Losillasaurus  |
|             | Losillasaurus  |
|             | Neosauropoda   |
|             |                |

|             | Omeisaurus |
|             | |
|             | \| \| Mamenchisaurus \| \| \| \| \| Turiasauria \| Losillasaurus \| \| \| Losillasaurus \| \| \| Neosauropoda \| \| \| \| |
|             | |
|             | Mamenchisaurus |
|             | |
| Turiasauria | Losillasaurus |
|             | Losillasaurus |
|             | Neosauropoda |
|             | |

|             | Mamenchisaurus |
|             |                |
| Turiasauria | Losillasaurus  |
|             | Losillasaurus  |
|             | Neosauropoda   |
|             |                |

|             | Omeisaurus |
|             | |
|             | \| \| Mamenchisaurus \| \| \| \| \| Turiasauria \| Losillasaurus \| \| \| Losillasaurus \| \| \| Neosauropoda \| \| \| \| |
|             | |
|             | Mamenchisaurus |
|             | |
| Turiasauria | Losillasaurus |
|             | Losillasaurus |
|             | Neosauropoda |
|             | |

|             | Mamenchisaurus |
|             |                |
| Turiasauria | Losillasaurus  |
|             | Losillasaurus  |
|             | Neosauropoda   |
|             |                |

Cladograma basado en Xing y colegas, 2015, que respalda una posición más derivada dentro de Eusauropoda.

|  | Nebulasaurus     |
|  |                  |
|  | Spinophorosaurus |
|  |                  |

|  | Turiasauria                                                        |
|  |                                                                    |
|  | \| \| Haplocanthosaurus \| \| \| \| \| \| Neosauropoda \| \| \| \| |
|  |                                                                    |
|  | Haplocanthosaurus                                                  |
|  |                                                                    |
|  | Neosauropoda                                                       |
|  |                                                                    |

|  | Haplocanthosaurus |
|  |                   |
|  | Neosauropoda      |
|  |                   |

|  | Turiasauria                                                        |
|  |                                                                    |
|  | \| \| Haplocanthosaurus \| \| \| \| \| \| Neosauropoda \| \| \| \| |
|  |                                                                    |
|  | Haplocanthosaurus                                                  |
|  |                                                                    |
|  | Neosauropoda                                                       |
|  |                                                                    |

|  | Haplocanthosaurus |
|  |                   |
|  | Neosauropoda      |
|  |                   |

|  | Nebulasaurus     |
|  |                  |
|  | Spinophorosaurus |
|  |                  |

|  | Turiasauria                                                        |
|  |                                                                    |
|  | \| \| Haplocanthosaurus \| \| \| \| \| \| Neosauropoda \| \| \| \| |
|  |                                                                    |
|  | Haplocanthosaurus                                                  |
|  |                                                                    |
|  | Neosauropoda                                                       |
|  |                                                                    |

|  | Haplocanthosaurus |
|  |                   |
|  | Neosauropoda      |
|  |                   |

|  | Turiasauria                                                        |
|  |                                                                    |
|  | \| \| Haplocanthosaurus \| \| \| \| \| \| Neosauropoda \| \| \| \| |
|  |                                                                    |
|  | Haplocanthosaurus                                                  |
|  |                                                                    |
|  | Neosauropoda                                                       |
|  |                                                                    |

|  | Haplocanthosaurus |
|  |                   |
|  | Neosauropoda      |
|  |                   |

|  | Nebulasaurus     |
|  |                  |
|  | Spinophorosaurus |
|  |                  |

|  | Turiasauria                                                        |
|  |                                                                    |
|  | \| \| Haplocanthosaurus \| \| \| \| \| \| Neosauropoda \| \| \| \| |
|  |                                                                    |
|  | Haplocanthosaurus                                                  |
|  |                                                                    |
|  | Neosauropoda                                                       |
|  |                                                                    |

|  | Haplocanthosaurus |
|  |                   |
|  | Neosauropoda      |
|  |                   |

|  | Turiasauria                                                        |
|  |                                                                    |
|  | \| \| Haplocanthosaurus \| \| \| \| \| \| Neosauropoda \| \| \| \| |
|  |                                                                    |
|  | Haplocanthosaurus                                                  |
|  |                                                                    |
|  | Neosauropoda                                                       |
|  |                                                                    |

|  | Haplocanthosaurus |
|  |                   |
|  | Neosauropoda      |
|  |                   |

|  | Nebulasaurus     |
|  |                  |
|  | Spinophorosaurus |
|  |                  |

|  | Turiasauria                                                        |
|  |                                                                    |
|  | \| \| Haplocanthosaurus \| \| \| \| \| \| Neosauropoda \| \| \| \| |
|  |                                                                    |
|  | Haplocanthosaurus                                                  |
|  |                                                                    |
|  | Neosauropoda                                                       |
|  |                                                                    |

|  | Haplocanthosaurus |
|  |                   |
|  | Neosauropoda      |
|  |                   |

|  | Turiasauria                                                        |
|  |                                                                    |
|  | \| \| Haplocanthosaurus \| \| \| \| \| \| Neosauropoda \| \| \| \| |
|  |                                                                    |
|  | Haplocanthosaurus                                                  |
|  |                                                                    |
|  | Neosauropoda                                                       |
|  |                                                                    |

|  | Haplocanthosaurus |
|  |                   |
|  | Neosauropoda      |
|  |                   |

|  | Nebulasaurus     |
|  |                  |
|  | Spinophorosaurus |
|  |                  |

|  | Turiasauria                                                        |
|  |                                                                    |
|  | \| \| Haplocanthosaurus \| \| \| \| \| \| Neosauropoda \| \| \| \| |
|  |                                                                    |
|  | Haplocanthosaurus                                                  |
|  |                                                                    |
|  | Neosauropoda                                                       |
|  |                                                                    |

|  | Haplocanthosaurus |
|  |                   |
|  | Neosauropoda      |
|  |                   |

|  | Turiasauria                                                        |
|  |                                                                    |
|  | \| \| Haplocanthosaurus \| \| \| \| \| \| Neosauropoda \| \| \| \| |
|  |                                                                    |
|  | Haplocanthosaurus                                                  |
|  |                                                                    |
|  | Neosauropoda                                                       |
|  |                                                                    |

|  | Haplocanthosaurus |
|  |                   |
|  | Neosauropoda      |
|  |                   |

|  | Nebulasaurus     |
|  |                  |
|  | Spinophorosaurus |
|  |                  |

|  | Turiasauria                                                        |
|  |                                                                    |
|  | \| \| Haplocanthosaurus \| \| \| \| \| \| Neosauropoda \| \| \| \| |
|  |                                                                    |
|  | Haplocanthosaurus                                                  |
|  |                                                                    |
|  | Neosauropoda                                                       |
|  |                                                                    |

|  | Haplocanthosaurus |
|  |                   |
|  | Neosauropoda      |
|  |                   |

|  | Turiasauria                                                        |
|  |                                                                    |
|  | \| \| Haplocanthosaurus \| \| \| \| \| \| Neosauropoda \| \| \| \| |
|  |                                                                    |
|  | Haplocanthosaurus                                                  |
|  |                                                                    |
|  | Neosauropoda                                                       |
|  |                                                                    |

|  | Haplocanthosaurus |
|  |                   |
|  | Neosauropoda      |
|  |                   |

|  | Nebulasaurus     |
|  |                  |
|  | Spinophorosaurus |
|  |                  |

|  | Turiasauria                                                        |
|  |                                                                    |
|  | \| \| Haplocanthosaurus \| \| \| \| \| \| Neosauropoda \| \| \| \| |
|  |                                                                    |
|  | Haplocanthosaurus                                                  |
|  |                                                                    |
|  | Neosauropoda                                                       |
|  |                                                                    |

|  | Haplocanthosaurus |
|  |                   |
|  | Neosauropoda      |
|  |                   |

|  | Turiasauria                                                        |
|  |                                                                    |
|  | \| \| Haplocanthosaurus \| \| \| \| \| \| Neosauropoda \| \| \| \| |
|  |                                                                    |
|  | Haplocanthosaurus                                                  |
|  |                                                                    |
|  | Neosauropoda                                                       |
|  |                                                                    |

|  | Haplocanthosaurus |
|  |                   |
|  | Neosauropoda      |
|  |                   |

|  | Nebulasaurus     |
|  |                  |
|  | Spinophorosaurus |
|  |                  |

|  | Turiasauria                                                        |
|  |                                                                    |
|  | \| \| Haplocanthosaurus \| \| \| \| \| \| Neosauropoda \| \| \| \| |
|  |                                                                    |
|  | Haplocanthosaurus                                                  |
|  |                                                                    |
|  | Neosauropoda                                                       |
|  |                                                                    |

|  | Haplocanthosaurus |
|  |                   |
|  | Neosauropoda      |
|  |                   |

|  | Turiasauria                                                        |
|  |                                                                    |
|  | \| \| Haplocanthosaurus \| \| \| \| \| \| Neosauropoda \| \| \| \| |
|  |                                                                    |
|  | Haplocanthosaurus                                                  |
|  |                                                                    |
|  | Neosauropoda                                                       |
|  |                                                                    |

|  | Haplocanthosaurus |
|  |                   |
|  | Neosauropoda      |
|  |                   |

|  | Nebulasaurus     |
|  |                  |
|  | Spinophorosaurus |
|  |                  |

|  | Turiasauria                                                        |
|  |                                                                    |
|  | \| \| Haplocanthosaurus \| \| \| \| \| \| Neosauropoda \| \| \| \| |
|  |                                                                    |
|  | Haplocanthosaurus                                                  |
|  |                                                                    |
|  | Neosauropoda                                                       |
|  |                                                                    |

|  | Haplocanthosaurus |
|  |                   |
|  | Neosauropoda      |
|  |                   |

|  | Turiasauria                                                        |
|  |                                                                    |
|  | \| \| Haplocanthosaurus \| \| \| \| \| \| Neosauropoda \| \| \| \| |
|  |                                                                    |
|  | Haplocanthosaurus                                                  |
|  |                                                                    |
|  | Neosauropoda                                                       |
|  |                                                                    |

|  | Haplocanthosaurus |
|  |                   |
|  | Neosauropoda      |
|  |                   |

|  | Nebulasaurus     |
|  |                  |
|  | Spinophorosaurus |
|  |                  |

|  | Turiasauria                                                        |
|  |                                                                    |
|  | \| \| Haplocanthosaurus \| \| \| \| \| \| Neosauropoda \| \| \| \| |
|  |                                                                    |
|  | Haplocanthosaurus                                                  |
|  |                                                                    |
|  | Neosauropoda                                                       |
|  |                                                                    |

|  | Haplocanthosaurus |
|  |                   |
|  | Neosauropoda      |
|  |                   |

|  | Turiasauria                                                        |
|  |                                                                    |
|  | \| \| Haplocanthosaurus \| \| \| \| \| \| Neosauropoda \| \| \| \| |
|  |                                                                    |
|  | Haplocanthosaurus                                                  |
|  |                                                                    |
|  | Neosauropoda                                                       |
|  |                                                                    |

|  | Haplocanthosaurus |
|  |                   |
|  | Neosauropoda      |
|  |                   |

|  | Nebulasaurus     |
|  |                  |
|  | Spinophorosaurus |
|  |                  |

|  | Turiasauria                                                        |
|  |                                                                    |
|  | \| \| Haplocanthosaurus \| \| \| \| \| \| Neosauropoda \| \| \| \| |
|  |                                                                    |
|  | Haplocanthosaurus                                                  |
|  |                                                                    |
|  | Neosauropoda                                                       |
|  |                                                                    |

|  | Haplocanthosaurus |
|  |                   |
|  | Neosauropoda      |
|  |                   |

|  | Turiasauria                                                        |
|  |                                                                    |
|  | \| \| Haplocanthosaurus \| \| \| \| \| \| Neosauropoda \| \| \| \| |
|  |                                                                    |
|  | Haplocanthosaurus                                                  |
|  |                                                                    |
|  | Neosauropoda                                                       |
|  |                                                                    |

|  | Haplocanthosaurus |
|  |                   |
|  | Neosauropoda      |
|  |                   |

|  | Nebulasaurus     |
|  |                  |
|  | Spinophorosaurus |
|  |                  |

|  | Turiasauria                                                        |
|  |                                                                    |
|  | \| \| Haplocanthosaurus \| \| \| \| \| \| Neosauropoda \| \| \| \| |
|  |                                                                    |
|  | Haplocanthosaurus                                                  |
|  |                                                                    |
|  | Neosauropoda                                                       |
|  |                                                                    |

|  | Haplocanthosaurus |
|  |                   |
|  | Neosauropoda      |
|  |                   |

|  | Turiasauria                                                        |
|  |                                                                    |
|  | \| \| Haplocanthosaurus \| \| \| \| \| \| Neosauropoda \| \| \| \| |
|  |                                                                    |
|  | Haplocanthosaurus                                                  |
|  |                                                                    |
|  | Neosauropoda                                                       |
|  |                                                                    |

|  | Haplocanthosaurus |
|  |                   |
|  | Neosauropoda      |
|  |                   |

|  | Nebulasaurus     |
|  |                  |
|  | Spinophorosaurus |
|  |                  |

|  | Turiasauria                                                        |
|  |                                                                    |
|  | \| \| Haplocanthosaurus \| \| \| \| \| \| Neosauropoda \| \| \| \| |
|  |                                                                    |
|  | Haplocanthosaurus                                                  |
|  |                                                                    |
|  | Neosauropoda                                                       |
|  |                                                                    |

|  | Haplocanthosaurus |
|  |                   |
|  | Neosauropoda      |
|  |                   |

|  | Turiasauria                                                        |
|  |                                                                    |
|  | \| \| Haplocanthosaurus \| \| \| \| \| \| Neosauropoda \| \| \| \| |
|  |                                                                    |
|  | Haplocanthosaurus                                                  |
|  |                                                                    |
|  | Neosauropoda                                                       |
|  |                                                                    |

|  | Haplocanthosaurus |
|  |                   |
|  | Neosauropoda      |
|  |                   |

|  | Nebulasaurus     |
|  |                  |
|  | Spinophorosaurus |
|  |                  |

|  | Turiasauria                                                        |
|  |                                                                    |
|  | \| \| Haplocanthosaurus \| \| \| \| \| \| Neosauropoda \| \| \| \| |
|  |                                                                    |
|  | Haplocanthosaurus                                                  |
|  |                                                                    |
|  | Neosauropoda                                                       |
|  |                                                                    |

|  | Haplocanthosaurus |
|  |                   |
|  | Neosauropoda      |
|  |                   |

|  | Turiasauria                                                        |
|  |                                                                    |
|  | \| \| Haplocanthosaurus \| \| \| \| \| \| Neosauropoda \| \| \| \| |
|  |                                                                    |
|  | Haplocanthosaurus                                                  |
|  |                                                                    |
|  | Neosauropoda                                                       |
|  |                                                                    |

|  | Haplocanthosaurus |
|  |                   |
|  | Neosauropoda      |
|  |                   |

|  | Nebulasaurus     |
|  |                  |
|  | Spinophorosaurus |
|  |                  |

|  | Turiasauria                                                        |
|  |                                                                    |
|  | \| \| Haplocanthosaurus \| \| \| \| \| \| Neosauropoda \| \| \| \| |
|  |                                                                    |
|  | Haplocanthosaurus                                                  |
|  |                                                                    |
|  | Neosauropoda                                                       |
|  |                                                                    |

|  | Haplocanthosaurus |
|  |                   |
|  | Neosauropoda      |
|  |                   |

|  | Turiasauria                                                        |
|  |                                                                    |
|  | \| \| Haplocanthosaurus \| \| \| \| \| \| Neosauropoda \| \| \| \| |
|  |                                                                    |
|  | Haplocanthosaurus                                                  |
|  |                                                                    |
|  | Neosauropoda                                                       |
|  |                                                                    |

|  | Haplocanthosaurus |
|  |                   |
|  | Neosauropoda      |
|  |                   |

|  | Nebulasaurus     |
|  |                  |
|  | Spinophorosaurus |
|  |                  |

|  | Turiasauria                                                        |
|  |                                                                    |
|  | \| \| Haplocanthosaurus \| \| \| \| \| \| Neosauropoda \| \| \| \| |
|  |                                                                    |
|  | Haplocanthosaurus                                                  |
|  |                                                                    |
|  | Neosauropoda                                                       |
|  |                                                                    |

|  | Haplocanthosaurus |
|  |                   |
|  | Neosauropoda      |
|  |                   |

|  | Turiasauria                                                        |
|  |                                                                    |
|  | \| \| Haplocanthosaurus \| \| \| \| \| \| Neosauropoda \| \| \| \| |
|  |                                                                    |
|  | Haplocanthosaurus                                                  |
|  |                                                                    |
|  | Neosauropoda                                                       |
|  |                                                                    |

|  | Haplocanthosaurus |
|  |                   |
|  | Neosauropoda      |
|  |                   |

|  | Nebulasaurus     |
|  |                  |
|  | Spinophorosaurus |
|  |                  |

|  | Turiasauria                                                        |
|  |                                                                    |
|  | \| \| Haplocanthosaurus \| \| \| \| \| \| Neosauropoda \| \| \| \| |
|  |                                                                    |
|  | Haplocanthosaurus                                                  |
|  |                                                                    |
|  | Neosauropoda                                                       |
|  |                                                                    |

|  | Haplocanthosaurus |
|  |                   |
|  | Neosauropoda      |
|  |                   |

|  | Turiasauria                                                        |
|  |                                                                    |
|  | \| \| Haplocanthosaurus \| \| \| \| \| \| Neosauropoda \| \| \| \| |
|  |                                                                    |
|  | Haplocanthosaurus                                                  |
|  |                                                                    |
|  | Neosauropoda                                                       |
|  |                                                                    |

|  | Haplocanthosaurus |
|  |                   |
|  | Neosauropoda      |
|  |                   |

|  | Nebulasaurus     |
|  |                  |
|  | Spinophorosaurus |
|  |                  |

|  | Turiasauria                                                        |
|  |                                                                    |
|  | \| \| Haplocanthosaurus \| \| \| \| \| \| Neosauropoda \| \| \| \| |
|  |                                                                    |
|  | Haplocanthosaurus                                                  |
|  |                                                                    |
|  | Neosauropoda                                                       |
|  |                                                                    |

|  | Haplocanthosaurus |
|  |                   |
|  | Neosauropoda      |
|  |                   |

|  | Turiasauria                                                        |
|  |                                                                    |
|  | \| \| Haplocanthosaurus \| \| \| \| \| \| Neosauropoda \| \| \| \| |
|  |                                                                    |
|  | Haplocanthosaurus                                                  |
|  |                                                                    |
|  | Neosauropoda                                                       |
|  |                                                                    |

|  | Haplocanthosaurus |
|  |                   |
|  | Neosauropoda      |
|  |                   |

|  | Nebulasaurus     |
|  |                  |
|  | Spinophorosaurus |
|  |                  |

|  | Turiasauria                                                        |
|  |                                                                    |
|  | \| \| Haplocanthosaurus \| \| \| \| \| \| Neosauropoda \| \| \| \| |
|  |                                                                    |
|  | Haplocanthosaurus                                                  |
|  |                                                                    |
|  | Neosauropoda                                                       |
|  |                                                                    |

|  | Haplocanthosaurus |
|  |                   |
|  | Neosauropoda      |
|  |                   |

|  | Turiasauria                                                        |
|  |                                                                    |
|  | \| \| Haplocanthosaurus \| \| \| \| \| \| Neosauropoda \| \| \| \| |
|  |                                                                    |
|  | Haplocanthosaurus                                                  |
|  |                                                                    |
|  | Neosauropoda                                                       |
|  |                                                                    |

|  | Haplocanthosaurus |
|  |                   |
|  | Neosauropoda      |
|  |                   |

|  | Nebulasaurus     |
|  |                  |
|  | Spinophorosaurus |
|  |                  |

|  | Turiasauria                                                        |
|  |                                                                    |
|  | \| \| Haplocanthosaurus \| \| \| \| \| \| Neosauropoda \| \| \| \| |
|  |                                                                    |
|  | Haplocanthosaurus                                                  |
|  |                                                                    |
|  | Neosauropoda                                                       |
|  |                                                                    |

|  | Haplocanthosaurus |
|  |                   |
|  | Neosauropoda      |
|  |                   |

|  | Turiasauria                                                        |
|  |                                                                    |
|  | \| \| Haplocanthosaurus \| \| \| \| \| \| Neosauropoda \| \| \| \| |
|  |                                                                    |
|  | Haplocanthosaurus                                                  |
|  |                                                                    |
|  | Neosauropoda                                                       |
|  |                                                                    |

|  | Haplocanthosaurus |
|  |                   |
|  | Neosauropoda      |
|  |                   |

|  | Nebulasaurus     |
|  |                  |
|  | Spinophorosaurus |
|  |                  |

|  | Turiasauria                                                        |
|  |                                                                    |
|  | \| \| Haplocanthosaurus \| \| \| \| \| \| Neosauropoda \| \| \| \| |
|  |                                                                    |
|  | Haplocanthosaurus                                                  |
|  |                                                                    |
|  | Neosauropoda                                                       |
|  |                                                                    |

|  | Haplocanthosaurus |
|  |                   |
|  | Neosauropoda      |
|  |                   |

|  | Turiasauria                                                        |
|  |                                                                    |
|  | \| \| Haplocanthosaurus \| \| \| \| \| \| Neosauropoda \| \| \| \| |
|  |                                                                    |
|  | Haplocanthosaurus                                                  |
|  |                                                                    |
|  | Neosauropoda                                                       |
|  |                                                                    |

|  | Haplocanthosaurus |
|  |                   |
|  | Neosauropoda      |
|  |                   |

|  | Nebulasaurus     |
|  |                  |
|  | Spinophorosaurus |
|  |                  |

|  | Turiasauria                                                        |
|  |                                                                    |
|  | \| \| Haplocanthosaurus \| \| \| \| \| \| Neosauropoda \| \| \| \| |
|  |                                                                    |
|  | Haplocanthosaurus                                                  |
|  |                                                                    |
|  | Neosauropoda                                                       |
|  |                                                                    |

|  | Haplocanthosaurus |
|  |                   |
|  | Neosauropoda      |
|  |                   |

|  | Turiasauria                                                        |
|  |                                                                    |
|  | \| \| Haplocanthosaurus \| \| \| \| \| \| Neosauropoda \| \| \| \| |
|  |                                                                    |
|  | Haplocanthosaurus                                                  |
|  |                                                                    |
|  | Neosauropoda                                                       |
|  |                                                                    |

|  | Haplocanthosaurus |
|  |                   |
|  | Neosauropoda      |
|  |                   |

|  | Nebulasaurus     |
|  |                  |
|  | Spinophorosaurus |
|  |                  |

|  | Turiasauria                                                        |
|  |                                                                    |
|  | \| \| Haplocanthosaurus \| \| \| \| \| \| Neosauropoda \| \| \| \| |
|  |                                                                    |
|  | Haplocanthosaurus                                                  |
|  |                                                                    |
|  | Neosauropoda                                                       |
|  |                                                                    |

|  | Haplocanthosaurus |
|  |                   |
|  | Neosauropoda      |
|  |                   |

|  | Turiasauria                                                        |
|  |                                                                    |
|  | \| \| Haplocanthosaurus \| \| \| \| \| \| Neosauropoda \| \| \| \| |
|  |                                                                    |
|  | Haplocanthosaurus                                                  |
|  |                                                                    |
|  | Neosauropoda                                                       |
|  |                                                                    |

|  | Haplocanthosaurus |
|  |                   |
|  | Neosauropoda      |
|  |                   |

|  | Nebulasaurus     |
|  |                  |
|  | Spinophorosaurus |
|  |                  |

|  | Turiasauria                                                        |
|  |                                                                    |
|  | \| \| Haplocanthosaurus \| \| \| \| \| \| Neosauropoda \| \| \| \| |
|  |                                                                    |
|  | Haplocanthosaurus                                                  |
|  |                                                                    |
|  | Neosauropoda                                                       |
|  |                                                                    |

|  | Haplocanthosaurus |
|  |                   |
|  | Neosauropoda      |
|  |                   |

|  | Turiasauria                                                        |
|  |                                                                    |
|  | \| \| Haplocanthosaurus \| \| \| \| \| \| Neosauropoda \| \| \| \| |
|  |                                                                    |
|  | Haplocanthosaurus                                                  |
|  |                                                                    |
|  | Neosauropoda                                                       |
|  |                                                                    |

|  | Haplocanthosaurus |
|  |                   |
|  | Neosauropoda      |
|  |                   |

|  | Nebulasaurus     |
|  |                  |
|  | Spinophorosaurus |
|  |                  |

|  | Turiasauria                                                        |
|  |                                                                    |
|  | \| \| Haplocanthosaurus \| \| \| \| \| \| Neosauropoda \| \| \| \| |
|  |                                                                    |
|  | Haplocanthosaurus                                                  |
|  |                                                                    |
|  | Neosauropoda                                                       |
|  |                                                                    |

|  | Haplocanthosaurus |
|  |                   |
|  | Neosauropoda      |
|  |                   |

|  | Turiasauria                                                        |
|  |                                                                    |
|  | \| \| Haplocanthosaurus \| \| \| \| \| \| Neosauropoda \| \| \| \| |
|  |                                                                    |
|  | Haplocanthosaurus                                                  |
|  |                                                                    |
|  | Neosauropoda                                                       |
|  |                                                                    |

|  | Haplocanthosaurus |
|  |                   |
|  | Neosauropoda      |
|  |                   |

|  | Nebulasaurus     |
|  |                  |
|  | Spinophorosaurus |
|  |                  |

|  | Turiasauria                                                        |
|  |                                                                    |
|  | \| \| Haplocanthosaurus \| \| \| \| \| \| Neosauropoda \| \| \| \| |
|  |                                                                    |
|  | Haplocanthosaurus                                                  |
|  |                                                                    |
|  | Neosauropoda                                                       |
|  |                                                                    |

|  | Haplocanthosaurus |
|  |                   |
|  | Neosauropoda      |
|  |                   |

|  | Turiasauria                                                        |
|  |                                                                    |
|  | \| \| Haplocanthosaurus \| \| \| \| \| \| Neosauropoda \| \| \| \| |
|  |                                                                    |
|  | Haplocanthosaurus                                                  |
|  |                                                                    |
|  | Neosauropoda                                                       |
|  |                                                                    |

|  | Haplocanthosaurus |
|  |                   |
|  | Neosauropoda      |
|  |                   |

|  | Nebulasaurus     |
|  |                  |
|  | Spinophorosaurus |
|  |                  |

|  | Turiasauria                                                        |
|  |                                                                    |
|  | \| \| Haplocanthosaurus \| \| \| \| \| \| Neosauropoda \| \| \| \| |
|  |                                                                    |
|  | Haplocanthosaurus                                                  |
|  |                                                                    |
|  | Neosauropoda                                                       |
|  |                                                                    |

|  | Haplocanthosaurus |
|  |                   |
|  | Neosauropoda      |
|  |                   |

|  | Turiasauria                                                        |
|  |                                                                    |
|  | \| \| Haplocanthosaurus \| \| \| \| \| \| Neosauropoda \| \| \| \| |
|  |                                                                    |
|  | Haplocanthosaurus                                                  |
|  |                                                                    |
|  | Neosauropoda                                                       |
|  |                                                                    |

|  | Haplocanthosaurus |
|  |                   |
|  | Neosauropoda      |
|  |                   |

|  | Nebulasaurus     |
|  |                  |
|  | Spinophorosaurus |
|  |                  |

|  | Turiasauria                                                        |
|  |                                                                    |
|  | \| \| Haplocanthosaurus \| \| \| \| \| \| Neosauropoda \| \| \| \| |
|  |                                                                    |
|  | Haplocanthosaurus                                                  |
|  |                                                                    |
|  | Neosauropoda                                                       |
|  |                                                                    |

|  | Haplocanthosaurus |
|  |                   |
|  | Neosauropoda      |
|  |                   |

|  | Turiasauria                                                        |
|  |                                                                    |
|  | \| \| Haplocanthosaurus \| \| \| \| \| \| Neosauropoda \| \| \| \| |
|  |                                                                    |
|  | Haplocanthosaurus                                                  |
|  |                                                                    |
|  | Neosauropoda                                                       |
|  |                                                                    |

|  | Haplocanthosaurus |
|  |                   |
|  | Neosauropoda      |
|  |                   |

|  | Nebulasaurus     |
|  |                  |
|  | Spinophorosaurus |
|  |                  |

|  | Turiasauria                                                        |
|  |                                                                    |
|  | \| \| Haplocanthosaurus \| \| \| \| \| \| Neosauropoda \| \| \| \| |
|  |                                                                    |
|  | Haplocanthosaurus                                                  |
|  |                                                                    |
|  | Neosauropoda                                                       |
|  |                                                                    |

|  | Haplocanthosaurus |
|  |                   |
|  | Neosauropoda      |
|  |                   |

|  | Turiasauria                                                        |
|  |                                                                    |
|  | \| \| Haplocanthosaurus \| \| \| \| \| \| Neosauropoda \| \| \| \| |
|  |                                                                    |
|  | Haplocanthosaurus                                                  |
|  |                                                                    |
|  | Neosauropoda                                                       |
|  |                                                                    |

|  | Haplocanthosaurus |
|  |                   |
|  | Neosauropoda      |
|  |                   |

|  | Nebulasaurus     |
|  |                  |
|  | Spinophorosaurus |
|  |                  |

|  | Turiasauria                                                        |
|  |                                                                    |
|  | \| \| Haplocanthosaurus \| \| \| \| \| \| Neosauropoda \| \| \| \| |
|  |                                                                    |
|  | Haplocanthosaurus                                                  |
|  |                                                                    |
|  | Neosauropoda                                                       |
|  |                                                                    |

|  | Haplocanthosaurus |
|  |                   |
|  | Neosauropoda      |
|  |                   |

|  | Turiasauria                                                        |
|  |                                                                    |
|  | \| \| Haplocanthosaurus \| \| \| \| \| \| Neosauropoda \| \| \| \| |
|  |                                                                    |
|  | Haplocanthosaurus                                                  |
|  |                                                                    |
|  | Neosauropoda                                                       |
|  |                                                                    |

|  | Haplocanthosaurus |
|  |                   |
|  | Neosauropoda      |
|  |                   |

|  | Nebulasaurus     |
|  |                  |
|  | Spinophorosaurus |
|  |                  |

|  | Turiasauria                                                        |
|  |                                                                    |
|  | \| \| Haplocanthosaurus \| \| \| \| \| \| Neosauropoda \| \| \| \| |
|  |                                                                    |
|  | Haplocanthosaurus                                                  |
|  |                                                                    |
|  | Neosauropoda                                                       |
|  |                                                                    |

|  | Haplocanthosaurus |
|  |                   |
|  | Neosauropoda      |
|  |                   |

|  | Turiasauria                                                        |
|  |                                                                    |
|  | \| \| Haplocanthosaurus \| \| \| \| \| \| Neosauropoda \| \| \| \| |
|  |                                                                    |
|  | Haplocanthosaurus                                                  |
|  |                                                                    |
|  | Neosauropoda                                                       |
|  |                                                                    |

|  | Haplocanthosaurus |
|  |                   |
|  | Neosauropoda      |
|  |                   |

|  | Nebulasaurus     |
|  |                  |
|  | Spinophorosaurus |
|  |                  |

|  | Turiasauria                                                        |
|  |                                                                    |
|  | \| \| Haplocanthosaurus \| \| \| \| \| \| Neosauropoda \| \| \| \| |
|  |                                                                    |
|  | Haplocanthosaurus                                                  |
|  |                                                                    |
|  | Neosauropoda                                                       |
|  |                                                                    |

|  | Haplocanthosaurus |
|  |                   |
|  | Neosauropoda      |
|  |                   |

|  | Turiasauria                                                        |
|  |                                                                    |
|  | \| \| Haplocanthosaurus \| \| \| \| \| \| Neosauropoda \| \| \| \| |
|  |                                                                    |
|  | Haplocanthosaurus                                                  |
|  |                                                                    |
|  | Neosauropoda                                                       |
|  |                                                                    |

|  | Haplocanthosaurus |
|  |                   |
|  | Neosauropoda      |
|  |                   |

## Paleobilogía

### Aparato vestibular
Spinophorosaurus y algunos otros sauropodomorfos no tenían aparatos vestibulares reducidos, un sistema sensorial para el equilibrio y la orientación en el oído interno, aunque esto podría haberse esperado en un linaje que condujo a pesados cuadrúpedos herbívoros. Se desconoce por qué Spinophorosaurus retuvo esta característica, pero el tamaño y la morfología de los laberintos de sauropodomorfos pueden estar relacionados con la longitud del cuello y la movilidad, por ejemplo. Es posible que la expansión del aparato vestibular sea un indicador de la importancia de la visión y los movimientos coordinados de los ojos, la cabeza y el cuello, aunque la interpretación de las características vestibulares de los saurópodos aún es incierta.

### Lesiones
En una conferencia de 2018, Benjamin Jentgen-Ceschino y sus colegas informaron sobre el hueso fibrolamelar radial (RFB), un tipo de tejido óseo caracterizado por canales orientados radialmente, en la parte más externa de la corteza, la capa ósea más externa, del húmero perteneciente a un espécimen adulto de Spinophorosaurus y un Isanosaurus adulto joven . Normalmente, la corteza de los huesos largos de los saurópodos muestra en su lugar un complejo fibrolamelar. Se considera que el RFB es tejido óseo de crecimiento rápido y no se ha informado antes en saurópodos. Su presencia en la corteza más externa es inusual, ya que normalmente se esperaría en la corteza más interna, correspondiente al crecimiento juvenil. El RFB del Spinophorosaurus estaba enterrado en la corteza externa, seguido de un complejo fibrolamelar normal, lo que indica que el animal sobrevivió durante algún tiempo después de su crecimiento acelerado, lo que probablemente sugiere un crecimiento óseo patológico debido a una lesión.

### Movimiento
Dado que Spinophorosaurus es uno de los saurópodos basales más conocidos, es un buen modelo para estudios biomecánicos que ayudan a comprender la biología de los saurópodos y la función de las características anatómicas. La manipulación del modelo 3D por parte de Vidal y sus colegas en 2015 mostró que cada una de las 20 vértebras de la cola más frontales podía desviarse hasta 20º y 8-10º en flexión lateral, antes limitada por la morfología ósea. El rango real de movimiento en un animal vivo habría sido más pequeño, ya que el tejido blando y los huesos grandes en forma de galon habrían sido un factor limitante. Las primeras 20 vértebras de la cola también se alargaron hacia el final de la cola, como se ve en los diplodócidos, y fueron impulsadas por una musculatura hipaxial agrandada, como lo indican los grandes huesos en forma de galon y los procesos transversales en ángulo hacia arriba en las primeras vértebras de la cola. El movimiento en la parte trasera de la cola estaba limitado ya que los galones se superponían, como también es el caso de los dromeosáuridos y anquilosáuridos. Juntas, estas características de la cola pueden haber sido parte de una función especializada, que se desconoce. Joger y sus colegas argumentaron en 2009 que las supuestas púas formaban un thagomizer al final de la cola que se habría utilizado para defenderse de los depredadores.
En 2017, John Fronimos y Jeffrey Wilson usaron Spinophorosaurus como modelo para estudiar cómo la complejidad de las suturas neurocentrales, la articulación rígida que conecta el arco neural de una vértebra con su centro, en los saurópodos puede haber contribuido a la fortaleza de la columna. Los saurópodos alcanzaron sus enormes tamaños corporales tanto por un crecimiento rápido como extenso. Mientras un individuo crecía, las suturas neurocentrales estaban compuestas de cartílago para permitir este crecimiento. Al alcanzar el tamaño completo del cuerpo, este cartílago se convertiría en hueso, cerrando la sutura. Sin embargo, el cartílago es mucho menos resistente a las fuerzas que podrían dislocar el arco neural, como la flexión y la torsión. Eestos se vuelven especialmente relevantes en cuerpos de gran tamaño. Los saurópodos y otros arcosauriformes contrarrestan esta debilidad estructural aumentando la complejidad de la sutura, lo que significa que las superficies que conectan el arco neural con su centro tenían crestas y surcos complejos que se entrelazaban. en Spinophorosaurus, la complejidad de la sutura fue más pronunciada en la parte frontal del tronco, lo que indica que las tensiones eran más altas en esta región, probablemente debido al peso del largo cuello y la caja torácica. La complejidad disminuye hacia el cráneo y el sacro. La orientación de los rebordes permite identificar el tipo de estrés que afectó a la vértebra: en las vértebras del cuello, los rebordes habrían prohibido principalmente la dislocación del arco neural en dirección anteroposterior, mientras que los rebordes en las vértebras del tronco eran más eficaz para impedir la rotación.
En un resumen de la conferencia de 2018, Vidal usó el esqueleto virtual de Spinophorosaurus para probar posturas de apareamiento hipotéticas que se han propuesto para los saurópodos que implicarían un "beso cloacal", como lo realizan la mayoría de las aves, en lugar de un órgano intromitente masculino. Tales hipótesis incluyen "pierna sobre la espalda", el macho montando por detrás, con la hembra de pie o acostada, así como el "apareamiento hacia atrás". Las posturas que resultaron en luxaciones o paradas osteológicas no se consideraron factibles. Se rechazó la postura de "pierna sobre la espalda", ya que sería imposible que un macho de pie pasara la pierna por encima de la espalda y la cadera de una hembra agachada por su tamaño. La postura en la que el macho montaba a la hembra por detrás mientras apoyaba las patas delanteras en la espalda de la hembra era posible, la cola era lo suficientemente flexible como para apartarse, pero incluso si la hembra estaba acostada, la cloaca no se movería. acercarse lo suficiente para darse un "beso cloacal". El "beso cloacal" solo sería posible a través del "apareamiento hacia atrás", en el que el macho y la hembra se acercaban hacia atrás y unían sus cloacas con las colas flexionadas hacia los lados, y el movimiento de las piernas permitiría a individuos de diferentes tamaños aparearse de esta manera. El "apareamiento hacia atrás" es la única forma en que los saurópodos podrían haberse apareado sin la necesidad de un órgano intromitente masculino. Tal pose es común en el apareamiento de artrópodos y en los .mamíferos "atados" como Canis.
Vidal y sus colegas, en 2020, utilizaron modelos 3D tanto del holotipo como del esqueleto juvenil para estimar el rango de movimiento, flexibilidad, del cuello. Tales estimaciones asumen que la distancia original entre las vértebras se puede predecir de manera confiable y que los procesos articulares permanecen en contacto en todo momento. Vidal y sus colegas demostraron que ambas suposiciones son ciertas en las jirafas modernas, aumentando la confianza en las estimaciones del rango de movimiento en los animales extintos en general. Cuando Spinophorosaurus creceria, el rango de movimiento del cuello aumentaría, haciendo posibles posturas de cuello más inclinadas. La brecha entre las vértebras se vuelve más grande y el cuello se vuelve más inclinado en una postura neutra. También se observan cambios similares durante el crecimiento en las jirafas. El cuello habría sido tan flexible como el de las jirafas gracias al mayor número de vértebras, aunque las articulaciones individuales eran mucho menos flexibles que en las jirafas. [15]
Según este estudio, el Spinophorosaurus posiblemente habría sido capaz de alimentarse utilizando las mismas posturas que las jirafas, y podría haber sido el saurópodo más basal adaptado para el ramoneo de altura. El ramoneo alto también es sugerido por las características anatómicas, incluido el hocico estrecho, los dientes anchos y el húmero proporcionalmente largo en comparación con la escápula. Al igual que en la jirafa, tanto el Spinophorosaurus juvenil como el adulto no habrían podido llegar al suelo simplemente bajando el cuello y posiblemente extendiendo las extremidades anteriores para beber. Mientras duermen, las jirafas doblan el cuello hacia los lados contra el cuerpo. Aunque las articulaciones vertebrales habrían sido lo suficientemente flexibles para tal flexión en Spinophorosaurus, esto podría haber sido prohibido por las costillas cervicales alargadas. También en 2020, Vidal y sus colegas agregaron que la postura más vertical y el mayor movimiento hacia arriba y hacia abajo revelado por el modelo digital también respaldaron las altas habilidades de ramoneo en Spinophorosaurus. Por lo tanto, la alimentación alta parece ser una característica basal dentro de Eusauropoda, y las proporciones corporales de los sauropodomorfos que no son saurópodos indican que eran buscadores de altura media.

## Paleoecología

#### Paleoambiente
Spinophorosaurus se conoce del esquisto de Irhazer de Níger, que se ha determinado que representa la base del Grupo Irhazer, basado en la presencia de arcilla roja que muestra lechos de arena intercalados con rastros de exposición subaérea y huellas de dinosaurios, que se encuentra estratigráficamente debajo del afloramientos del Grupo Tegama. El Grupo Irhazer se consideró anteriormente del Jurásico al Cretácico más temprano en edad, ya que la Formación Tiourarén suprayacente se consideró una vez de la edad del Cretácico inferior. Estudios posteriores han encontrado que la última formación es del Jurásico medio al Jurásico tardío temprano. La posición estratigráfica y filogenética de Spinophorosaurus, en comparación con otros saurópodos basales de todo el mundo, indica que podría tener una edad del Jurásico medio, del Bajociense al Batoniense. Dado que los estratos del Grupo Irhazer aún no se pueden fechar directamente, podría ser tan antiguo como el Jurásico inferior. El límite inferior está definido por el Grupo Agadez subyacente, que tiene una edad del Triásico superior, basado en la presencia de trazas fósiles de Chirotherium.
Los esqueletos de Spinophorosaurus fueron descubiertos en una limolita roja finamente laminada, cuya matriz contenía algo de carbonato. Los fósiles se recuperaron de la mitad superior de esta capa de limolita de varios metros de espesor. Las capas allí son subhorizontales, presentan fallas menores y comúnmente contienen paleosuelos y carbonato en la parte superior de la unidad, alrededor de un metro por encima del nivel de los esqueletos). Los sedimentos del Grupo Irhazer se depositaron en condiciones fluvio-lacustres, durante una época en la que la cuenca de Iullemmeden formaba parte de un gran sistema de valles fluviales, que estaba conectado con la costa de Gondwana del Protoatlántico a través de cuencas adyacentes.
Se encontraron cuatro dientes de terópodo estrechamente asociados con el holotipo de Spinophorosaurus, por una vértebra, pubis y en el acetábulo. Tres tenían similitudes con Megalosauridae y Allosauridae, mientras que el cuarto pertenece a lo que puede ser uno de los primeros miembros conocidos de Spinosauridae. El hecho de que los dientes estén mal conservados mientras que el esqueleto de Spinophorosaurus está bien conservado indica que los dientes fueron transportados antes de ser enterrados con el saurópodo. Se encontraron huellas de dinosaurios a unos cien metros del sitio de Spinophorosaurus, incluida una vía de seis huellas de un saurópodo de tamaño mediano, así como 120 huellas bien conservadas de terópodos didáctilos, de dos dedos. Originalmente se pensó que las huellas de didáctilo habían sido dejadas por terópodos paravianos, como los dromeosaurios o los troodóntidos , que tienen dos dedos que soportan peso, pero posteriormente se interpretó que habían sido producidas por terópodos nadadores (lo que explica por qué un dedo del pie no dejó rastro.

### Paleobiogeografía

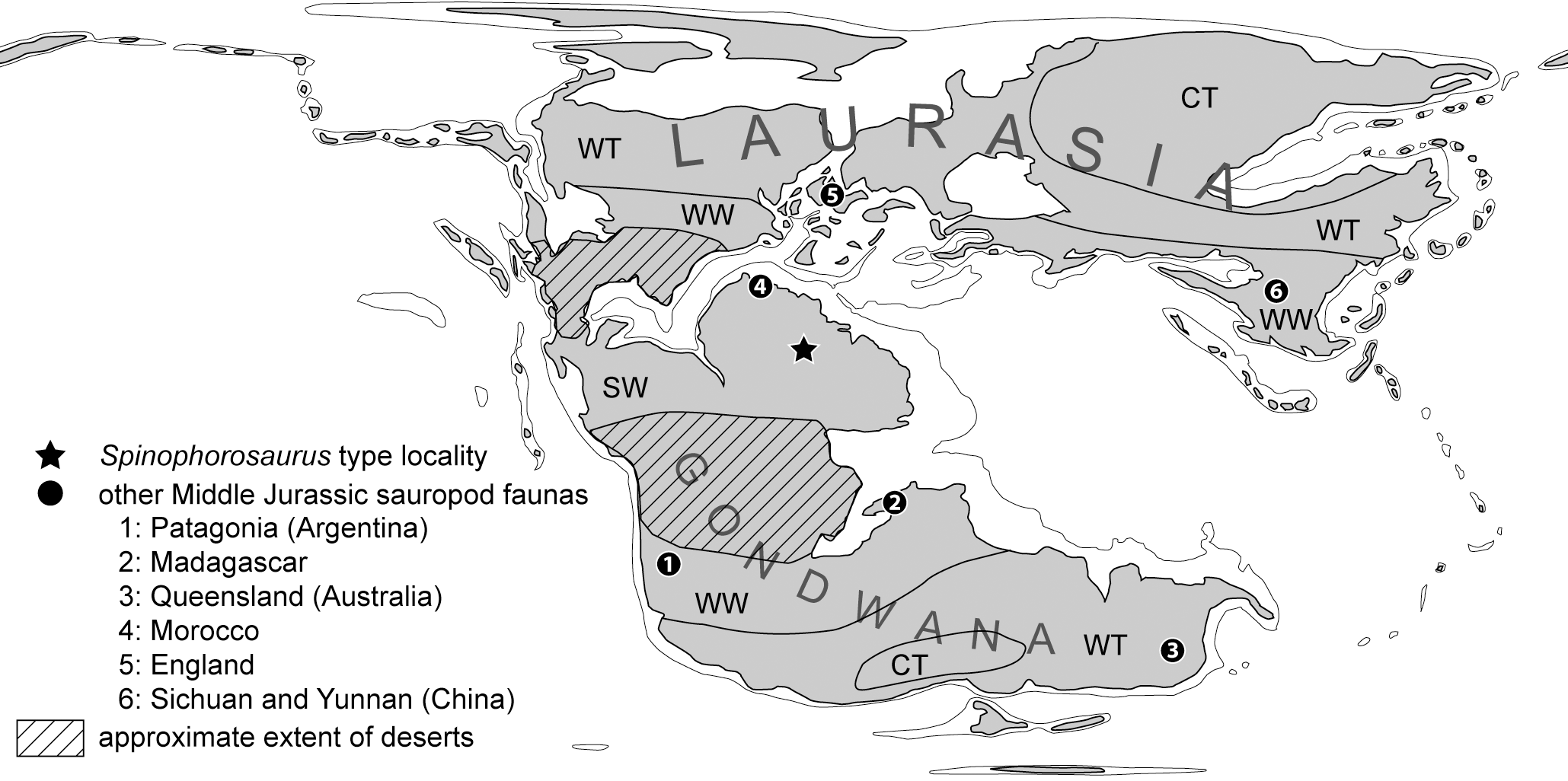
Congruencia entre distribución de saurópodos del Jurásico Medio y zonas paleoclimáticas; ★ (centro) es la localidad tipo Spinophorosaurus

Como uno de los saurópodos basales más conocidos, Spinophorosaurus ha ayudado a arrojar luz sobre la evolución temprana y la paleobiogeografía del grupo. Esto no ha estado claro debido a la escasez de restos del Jurásico Temprano y medio, particularmente fuera de Asia. Remes y sus colegas encontraron que Spinophorosaurus comparte características con los saurópodos del este de Asia del Jurásico medio, especialmente en las vértebras del cuello y la cola, la escápula y el húmero, pero es muy diferente de los taxones del Jurásico inferior y medio de América del Sur e India, las diferencias incluyen la forma y el desarrollo de las vértebras y características y forma de la escápula y el húmero. Sugirieron que esto podría explicarse por las faunas de saurópodos del Jurásico medio de Laurasia, el supercontinente norte de la época y Gondwana, el supercontinente del sur, estaban separados por barreras geográficas. Anteriormente se creía que los saurópodos se distribuyeron por el supercontinente Pangea, que estaba compuesto por Laurasia y Gondwana, durante el Jurásico temprano y medio temprano. Tenía relativamente poca diversidad, hasta que el continente se dividió y dio lugar a grupos de saurópodos que evolucionaron de forma aislada a través de la vicariancia durante el Jurásico medio y tardío. Spinophorosaurus muestra que las características que alguna vez se pensó que se derivaban de los saurópodos de Asia oriental son bastante plesiomórficas, rasgos ancestrales, entre los eusaurópodos, los eusaurópodos que colonizaron Laurasia retuvieron las características basales que también se ven en Spinophorosaurus. Los eusaurópodos que colonizaron el sur de Gondwana eran una línea especializada del grupo que había perdido dichos rasgos ancestrales durante el aislamiento. Remes y sus colegas notaron que se necesitaba más evidencia para respaldar estas interpretaciones, pero confiaban en que había una conexión entre los saurópodos del Jurásico del norte de África, Europa y el este de Asia.
Como lo indica la anatomía de Spinophorosaurus y el patrón de distribución de los saurópodos del Jurásico medio, es posible que se hayan producido desarrollos importantes en la evolución de los saurópodos en el norte de África. Estaba cerca del ecuador y tenía un clima de veranos húmedo en el Jurásico temprano y medio, con una alta productividad y diversidad de plantas. Por otro lado, los saurópodos del sur de Gondwana fueron aislados de la región ecuatorial por el desierto central de Gondwana en el Jurásico temprano, lo que generó diferencias en las floras del sur y del norte de Gondwana. Cuando el desierto se contrajo a finales del Jurásico Medio, aparecieron los neosaurópodos y reemplazaron a la fauna de saurópodos que había sido típica del Jurásico medio. Desde Jobaria del norte de África está cerca de la base de Neosauropoda, y debido a que los neosaurópodos como los diplodocoideos estaban ampliamente distribuidos en el Jurásico Superior, los neosaurópodos y algunos de sus subgrupos también pueden haberse originado en la región ecuatorial del Jurásico de Pangea, que puede haber actuado como un "punto caliente" en la evolución de los saurópodos. La diversificación jurásica de los saurópodos posiblemente estuvo controlada por las zonas climáticas y la biogeografía de las plantas, en lugar de solo la diferenciación continental. Vidal y sus colegas sugirieron en 2020 que las vértebras sarcrales acuñadas y la columna vertebral desviada hacia arriba de Spinophorosaurus era una característica ancestral de los eusaurópodos que también podía identificarse en saurópodos más derivados. Dado que los eusaurópodos con cortos cuellos y patas delanteras, como Dicraeosaurus, tenían sacro en cuña, incluso ellos habrían tenido columnas vertebrales desviadas hacia arriba frente al sacro.